# Luis XVI de Francia
Luis XVI de Francia (en francés: Louis XVI; Versalles, 23 de agosto  de 1754-París, 21 de enero de 1793) fue rey de Francia y de Navarra entre 1774 y 1791, copríncipe de Andorra entre 1774 y 1793 y rey de los franceses entre 1791 y 1792. Fue el último monarca antes de la caída de la monarquía por la Revolución francesa, así como el último que ejerció sus poderes de monarca absoluto.
Luis XVI se convirtió en delfín de Francia tras la muerte de su padre y presunto heredero, Luis de Francia. Tras la muerte de su abuelo el rey Luis XV, el 10 de mayo de 1774, heredó el cargo de rey de Francia y de Navarra que mantendría hasta 1791, cuando asumió el título de rey de los franceses.
Los primeros años de su reinado estuvieron marcados por los intentos de reformar la administración francesa de acuerdo con las ideas de la Ilustración. Dichos intentos incluyeron aumentar la tolerancia hacia los no católicos y la abolición de la pena de muerte para los desertores. La nobleza francesa reaccionó a las reformas propuestas con hostilidad y se opuso con éxito a su implementación. Luis implementó la desregulación del mercado de granos, defendida por su ministro de economía, el liberal Turgot, pero esto acabó en un aumento en los precios del pan. Los períodos de malas cosechas condujeron a la escasez de alimentos que, durante una cosecha particularmente mala en 1775, llevó a las masas a rebelarse. Desde 1776, Luis XVI apoyó activamente a los colonos norteamericanos, que buscaban su independencia de Gran Bretaña, lo cual se concretó en el Tratado de París de 1783. La consiguiente crisis financiera y de la deuda contribuyó a la impopularidad del Antiguo Régimen. Esto condujo a la convocatoria de los Estados Generales de 1789. El descontento entre los miembros de las clases media y baja de Francia dio como resultado una fuerte oposición a la aristocracia francesa y a la monarquía absoluta, de la que Luis y su esposa, la reina María Antonieta, eran vistos como representantes. El aumento de las tensiones y la violencia estuvieron marcadas por eventos como la toma de la Bastilla, durante el cual los disturbios en París obligaron a Luis a reconocer definitivamente la autoridad legislativa de la Asamblea Nacional.
La indecisión y el conservadurismo de Luis llevaron a algunos elementos del pueblo de Francia a verlo como un símbolo de la tiranía percibida del Antiguo Régimen, y su popularidad se deterioró progresivamente. Su fallida huida a Varennes en junio de 1791, cuatro meses antes de que se declarara la monarquía constitucional, parecía justificar los rumores de que el rey vinculaba sus esperanzas de salvación política a las perspectivas de una intervención extranjera. La credibilidad del rey se vio profundamente minada, y la abolición de la monarquía y el establecimiento de una república se convirtieron en una posibilidad cada vez mayor. El crecimiento del anticlericalismo entre los revolucionarios resultó en la abolición del dîme (impuesto territorial religioso) y en varias políticas gubernamentales destinadas a la descristianización de Francia. 
En un ambiente de caos nacional provocado por la guerra civil e internacional, Luis XVI fue arrestado y depuesto durante la jornada del 10 de agosto de 1792. Un mes después, la monarquía fue abolida y se proclamó la Primera República el 21 de septiembre de 1792. El depuesto monarca fue desacralizado con el nombre de «ciudadano Luis Capeto» (Louis Capet), en referencia a su ancestro Hugo Capeto. Luis fue juzgado por la Convención Nacional (autoinstituida como tribunal para la ocasión), declarado culpable de alta traición y ejecutado en la guillotina el 21 de enero de 1793. Luis XVI fue el único rey de Francia en ser ejecutado, y su muerte puso fin a más de mil años de monarquía francesa continua. Sus dos hijos murieron en la infancia, antes de la Restauración borbónica; su única hija en llegar a la edad adulta, María Teresa, fue entregada a los austriacos a cambio de prisioneros de guerra franceses, y finalmente murió sin descendencia en 1851.

## Biografía

### Infancia y juventud
Nacido como Luis Augusto de Francia (Louis Auguste de France), duque de Berry, fue el cuarto hijo del delfín Luis Fernando y María Josefa de Sajonia. La segunda esposa del delfín era hija de Federico Augusto III, rey de Polonia. En el momento de su nacimiento, su padre y su hermano Luis José Javier (nacido en 1751 y fallecido en 1761) le precedían en la línea de sucesión, por lo que nunca se creyó que llegara al trono. Sus otros hermanos fueron María Teresa (1746-1748), hija del primer matrimonio de su padre con María Teresa de España y fallecida a los dos años de edad; María Ceferina (1750-1755), fallecida a los cinco años; Javier María (1753-1754), fallecido al año de edad; Luis Estanislao (1755-1824), conocido como conde de Provenza (durante la Revolución se exilió y tras la caída de Napoleón subió al trono como Luis XVIII, iniciando así la Restauración); Carlos Felipe (1757-1836), conocido como conde de Artois (subió al trono como Carlos X, sucediendo a su hermano Luis XVIII); Clotilde (1759-1802), reina consorte de Cerdeña; e Isabel (1764-1794), conocida como Madame Isabel.
Luis fue confiado a Marie Louise, condesa de Marsan y princesa de Rohan, quien lo apartó de la corte y se lo llevó al palacio de Bellevue, colmándolo de cuidados y, probablemente, salvándole la vida. A los seis años debió ser separado de su nodriza y traído junto a los hombres, lo que le causó una gran tristeza que intentaron aliviarle con juguetes y otras distracciones, como fuegos artificiales, que no surtieron efecto. Su padre eligió personalmente a los hombres encargados de educarlo: el duque de La Vauguyon fue escogido como gobernador; Jean-Gilles du Coëtlosquet, obispo de Limoges como preceptor; el marqués de Sinety como vicegobernador y el abad de Radonvillers para realizar las tareas esenciales del vicepreceptor. Su padre desechó el método educativo mayoritario en la época, que reducía a entretenimiento y diversión la instrucción, y abogó por el trabajo y el esfuerzo, lo que no combatió su predisposición a una extrema timidez y a un carácter reservado, que se convirtieron en un defecto.

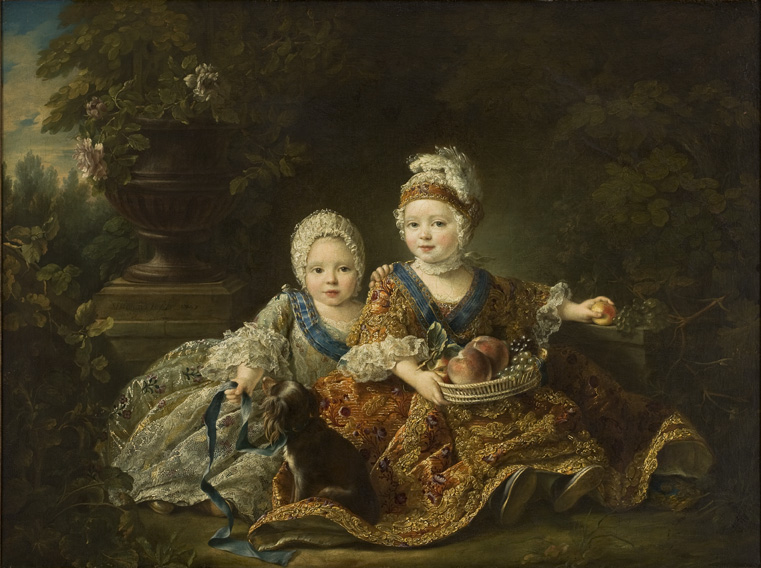
Luis (a la derecha) y su hermano, el conde de Provenza (a la izquierda) en su infancia, pintados por François Hubert Drouais.

Detestando los falsos cumplidos, no correspondía a los que se los dedicaban, y éstos lo aislaban, lo que le produjo una fuerte inseguridad en sí mismo y una exagerada modestia, hasta el punto de que, en una ocasión, al elogiarle un arengador de provincias por sus cualidades precoces, respondió: «Os equivocáis, señor, yo no soy el que posee [el] espíritu, es mi hermano [el conde] de Provenza».
Su tía y madrina, la princesa María Adelaida, desarrolló un gran afecto por él, y se gustaba de llevarlo a su casa, donde más de una vez le dijo: «Vamos, mi pobre [duque de] Berry, estáte a tu gusto, tienes los codos libres: habla, grita, haz ruido, te doy carta blanca».
El ya delfín (tras la muerte de su padre en 1765) recibió una exquisita enseñanza, por parte del jesuita Berthier y, por supuesto, del duque de La Vauguyon, la cual dio unos espléndidos resultados: el delfín Luis Augusto conocía el latín, el italiano le era tan familiar como su lengua materna, hablaba el alemán pasablemente y dominaba el inglés, traduciendo de este último L'histoire de Charles Ier (La historia de Carlos I), de David Hume; Doutes historiques sur les crimes imputés à Richard III (Dudas históricas sobre los crímenes imputados a Ricardo III), de Horace Walpole y los cinco primeros volúmenes de Décadence de l'Empire romain (Decadencia del Imperio romano), de Gibbon, los cuales fueron impresos y editados. El duque de La Vauguyon era consciente de que debía prepararle para insuflarle fuerzas a la monarquía, que se encontraba muy debilitada y para «curar todas las "heridas" de Francia con rapidez y precisión», no solo educándolo con los conocimientos elementales, sino «enseñándole a conocer a los hombres».
Recibió una educación propia de un «príncipe de las Luces», y se le consideraba «un monarca iluminado». Practicaba la lógica, la gramática, la retórica, la geometría y la astronomía. Tenía unos conocimientos históricos y geográficos incontestables (diseñó él mismo un atlas de rigurosa precisión) y competencias económicas. Estuvo muy influenciado por Montesquieu, quien le inspiró una concepción moderna de la monarquía, libre del derecho divino.

### Matrimonio

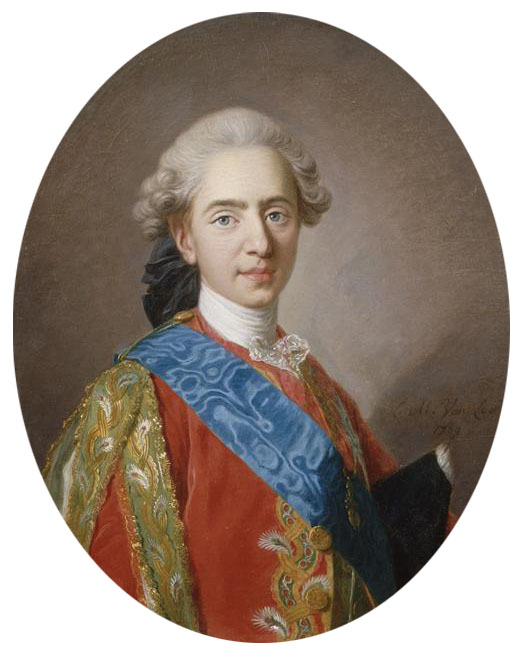
Luis XVI como delfín de Francia.

El duque de Choiseul decide aliarse con Austria con el propósito de poner fin a la prosperidad de Gran Bretaña y Rusia, por lo que pide la mano de María Antonieta de Austria, archiduquesa de Austria e hija de Francisco de Lorena y la emperatriz María Teresa, para desposarla con el delfín.
Para el cruce de la frontera por María Antonieta se construyeron dos pabellones, simbolizando a las dos potencias aliadas. En el pabellón de Francia se encontraban la condesa de Noialles, dama de honor; la duquesa de Cossé, dama de vestuario; cuatro damas de palacio; el conde de Saulx-Tavannes, caballero de honor; el conde de Tessé, primer escudero, y el obispo de Chartres, primer capellán. En el otro pabellón se hallaban las damas austríacas que habían acompañado a la archiduquesa y la habían vestido con prendas francesas enviadas desde París.

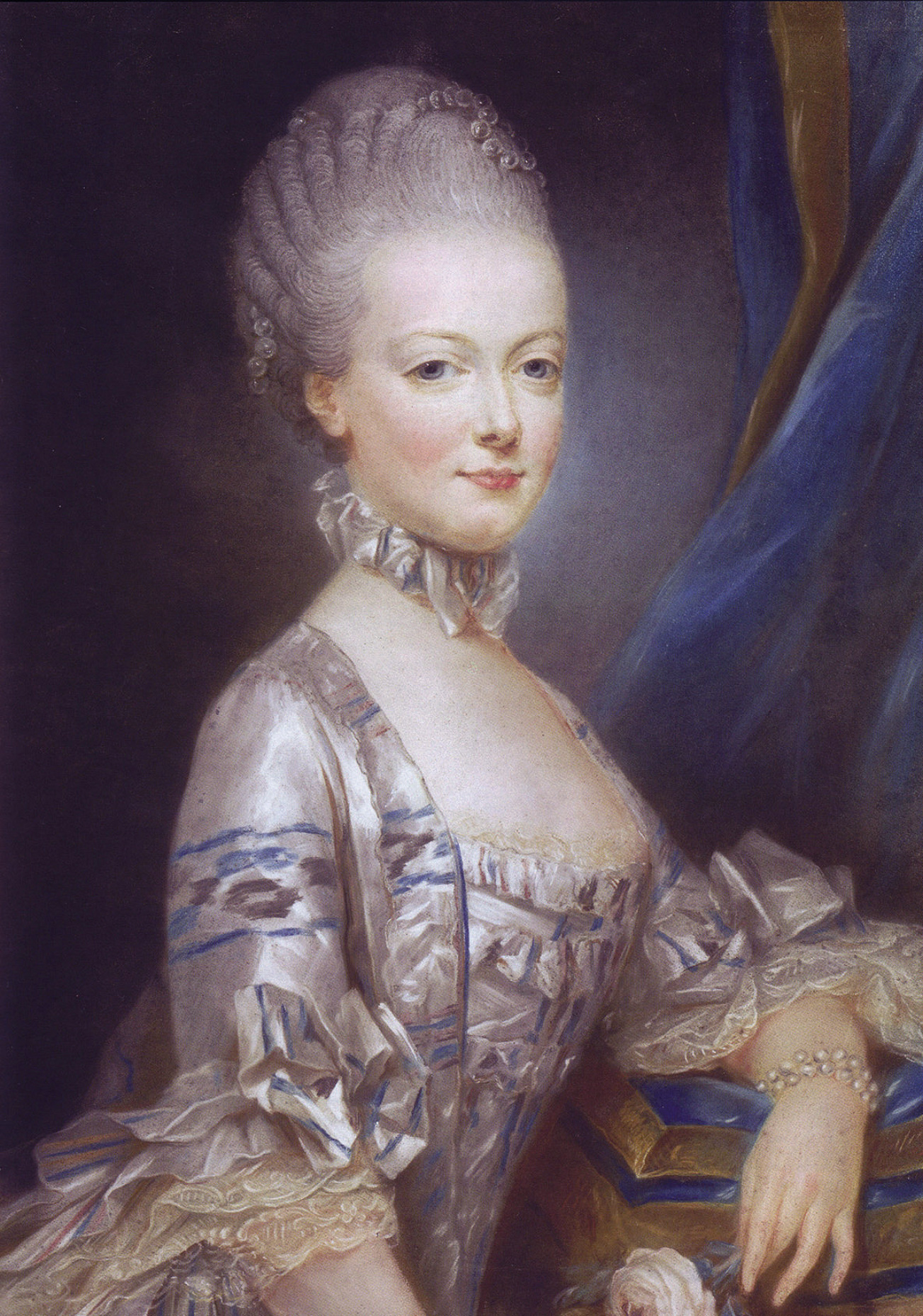
María Antonieta como delfina de Francia, retratada por Joseph Ducreux (1769).

María Antonieta entró en Estrasburgo e hizo un alto en Compiègne, a donde llegó el 15 de mayo de 1770. Allí conoció al rey, a su futuro marido y a las Mesdames de Francia (las hijas de Luis XV). Después, el séquito se dirigió a Saint-Denis, donde la monja carmelita Luisa de Francia (hija de Luis XV) conoció a la futura delfina. En Saint-Denis, la archiduquesa y su séquito se alojaron en el palacio de la Muette y el rey y el delfín volvieron a Versalles. A la mañana siguiente (16 de mayo), la delfina llegó a Versalles y los jóvenes novios fueron conducidos a la capilla de palacio, donde el gran capellán, el cardenal de la Roche, les dio la bendición nupcial.
Las celebraciones de la corte fueron brillantes, pero las de París las superaron, y tanto en la capital como en Versalles hubo una gran afluencia de público. Sin embargo, estas celebraciones derivarían en catástrofe: en una de las celebraciones en París, en la plaza de Luis XV, en la cual se hallaba una gran masa de público, se lanzaron fuegos artificiales, los cuales causaron un gran temor en la muchedumbre, que huyó en dirección a otra calle. Las imperfecciones del terreno provocaron la caída de algunas personas, lo que llevó a que otras muchas más cayeran, siendo aplastadas por el paso de los carruajes e incluso cayendo al cauce del río Sena.
El matrimonio no fue consumado hasta siete años después de la boda, cuando la pareja ya había ascendido al trono. Esto se achaca a una fimosis de Luis XVI, que le impedía tener relaciones sexuales, aunque también debido a que el joven, por su timidez, al principio evitaba a su esposa. Superados al fin tales escollos y él más confiado, iniciaron relaciones conyugales de las que nacieron cuatro hijos: 
- María Teresa, Madame Royale (19 de diciembre de 1778-19 de octubre de 1851), duquesa de Angulema con Luis Antonio de Francia, y para los monárquicos Reina consorte de Francia y de Navarra (1830) por su matrimonio con este mismo.
- Luis José (22 de octubre de 1781-4 de junio de 1789), delfín de Francia y duque de Bretaña. Muerto en la infancia.
- Luis Carlos (27 de marzo de 1785-8 de junio de 1795), duque de Normandía. Considerado rey por los enemigos del régimen republicano y por varios Estados europeos tras la muerte de su padre, aunque en realidad nunca llegó a gobernar.
- Sofía (9 de julio de 1786-19 de junio de 1787), muerta a la edad de once meses.

En 1778 Luis XVI tuvo una hija ilegítima la cual luego fue adoptada también por la reina María Antonieta llamada Ernestine Lambriquet la cual fue hija de un doncella de Versalles llamada Marie-Philippine Noiret.

### Ascenso al trono y reinado

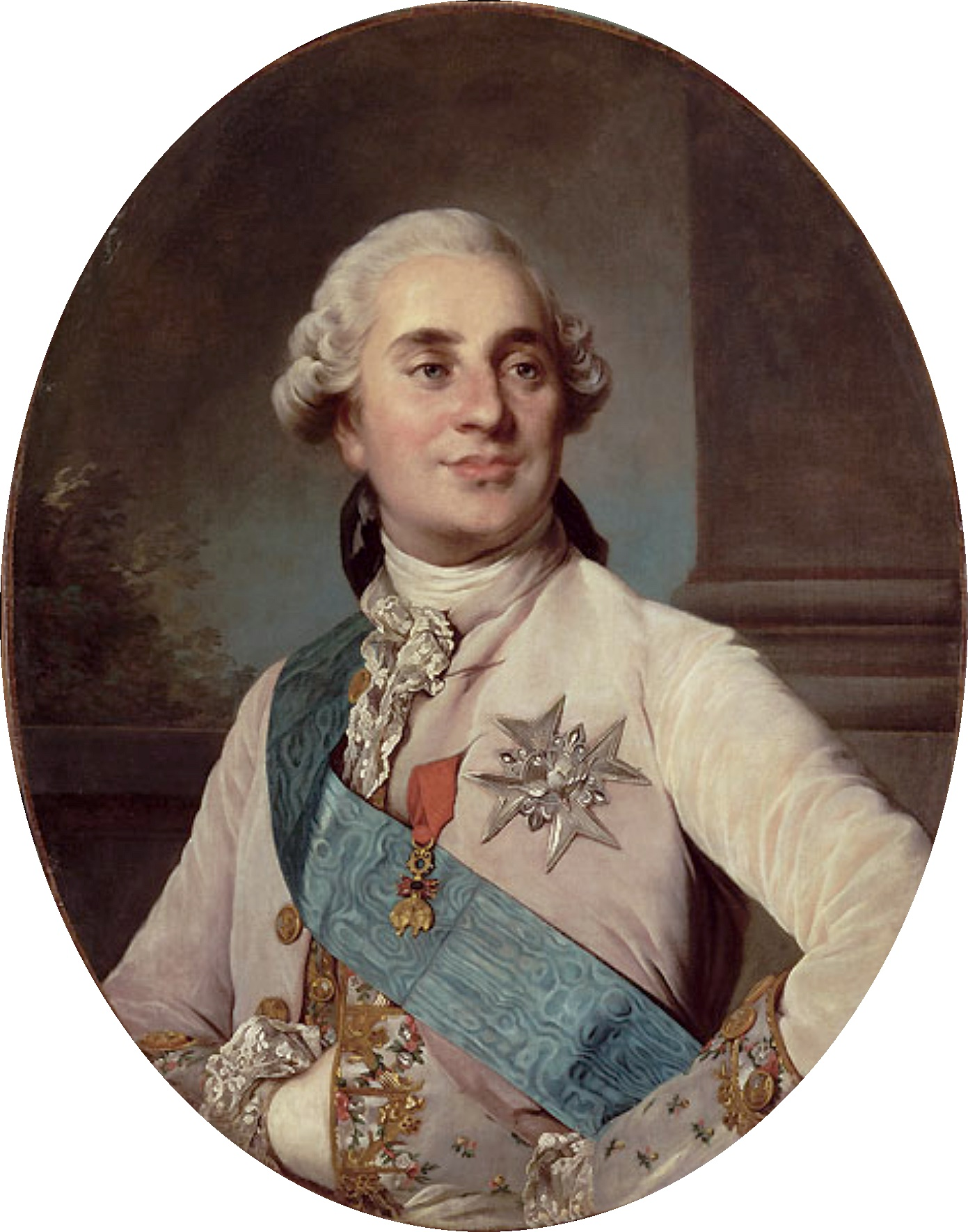
Luis XVI a los veinte años, por Duplessis.

Tras enfermar de viruela negra y sufrir una lenta agonía, Luis XV murió el 10 de mayo de 1774. Al saberse de la muerte del rey, una gran multitud acudió a los aposentos de los hasta entonces delfines de Francia y, entrando en los mismos, se dirigieron a la pareja como Sus Majestades. Tanto Luis XVI como María Antonieta quedaron impactados y, arrodillándose exclamaron: «¡Oh, Dios mío! Vamos a reinar demasiado jóvenes. ¡Dios mío, guíanos y protégenos de nuestra inexperiencia!»
La primera medida que tomó el joven Luis XVI como rey fue despedir a los ministros más odiados por la opinión pública; el duque de Aiguillon y el abad de Terray fueron descartados. Sin embargo, el soberano se dio cuenta de que necesitaba tener a alguien a su lado que lo guiase en su difícil tarea. Tras descartar al duque de Choiseul y a Machault, el rey se decantó por Maurepas.
Una de las decisiones más importantes que debía tomar el monarca era la de restaurar o no el Parlamento de París, abolido por el ministro de su abuelo, Maupeou, quien lo sustituyó por los seis Tribunales Superiores de Arrás, Blois, Clermont-Ferrand, Lyon, París y Poitiers. Finalmente, Luis XVI tomó la decisión de restaurarlos, permitiéndose el regreso de los miembros exiliados del parlamento, que pudieron recobrar sus puestos.
El conde de Vergennes fue encargado de los Asuntos Exteriores, el conde de Muy de los de Guerra, Antoine de Sartine de los de la Marina, Jacques Turgot fue designado Controlador General de las Finanzas (equivalente a ministro de Economía), Malesherbes fue destinado al departamento de París y Armand Thomas Hue de Miromesnil fue nombrado guardián del sello de Francia (el equivalente a un ministro de Justicia).
Tras un periodo de debate sobre la celebración de la ceremonia de consagración del soberano, considerada un acto propio de la servidumbre feudal por diversos sectores (el mismo ministro Turgot era de esta opinión), el 11 de junio de 1775 se llevó a cabo en la catedral de Reims. La coronación se realizó utilizando el procedimiento empleado desde la consagración de Pipino el Breve. El rey fue ungido por el arzobispo de Reims y recibió del mismo los atributos reales: el anillo real, el cetro, la Mano de justicia y la corona. Un gran número de enfermos (principalmente, escrofulosos) venidos de toda Francia acudieron para que el recién ungido monarca les impusiera las manos y rogara a Dios por su sanación. El gasto de la ceremonia no excedió la suma de 180 000 francos.
El famoso Hôtel-Dieu de París, fundado en el año 661 y dedicado durante más de un milenio a la caridad y el cuidado de los enfermos, se encontraba en una situación deplorable, pues había sufrido un incendio en 1772. Aunque se planeó la construcción de cuatro hospitales en la capital en sustitución del añejo Hôtel-Dieu, el déficit de las arcas no lo permitió; los distintos edificios que conformaban la milenaria institución fueron considerablemente reformados y ampliados. El 14 de diciembre de 1774 se coloca la primera piedra del nuevo edificio de la Escuela de Medicina de París en la rivera del río Sena. Más tarde se dedicó a mejorar la Justicia. Liberó a un gran número de hombres encarcelados por razón de Estado, hizo revisar el Código para eliminar los apartados más severos, en 1780 abolió la question préparatoire (acción de tortura) y reguló los atenuantes de la pena por deserción.
El reinado de Luis XVI está marcado por numerosas tentativas de reformas económicas e institucionales en la línea de la reforma iniciada por René Nicolás Carlos Agustín de Maupeou (1771) bajo el reinado de Luis XV. Luis XVI restaura los Parlamentos. Por lo menos en cuatro ocasiones (Turgot, Necker, Calonne, Brienne y de nuevo Necker) intenta llevar a cabo reformas más o menos profundas del reino, y más específicamente, el establecimiento de un impuesto igualitario. En cada ocasión se topa con la oposición de los privilegiados (la mayoría de la nobleza y una parte del clero) y sus círculos más próximos (la corte, la reina...). Los Parlamentos, formados por la nobleza de toga, aferrada al mantenimiento de los privilegios, también se oponen, y Luis no piensa en exceder los poderes que le dan las leyes fundamentales del reino, por lo que tiene que hacer avalar sus reformas. Espera lograr instaurar sus reformas en los Estados Generales, los cuales son convocados en 1789.
Si la paralización de sus reformas por parte de la nobleza y el alto clero es su mayor obstáculo político, su mayor problema económico es el creciente déficit. Entonces piensa que la única forma de acabar con él es tomar medidas que comprometan los privilegios de las clases altas. Los Estados Generales, convocados por su primer ministro para intentar llevarlas a cabo lo más apaciblemente posible, escapan rápidamente de su control.

#### Ministerio de Turgot

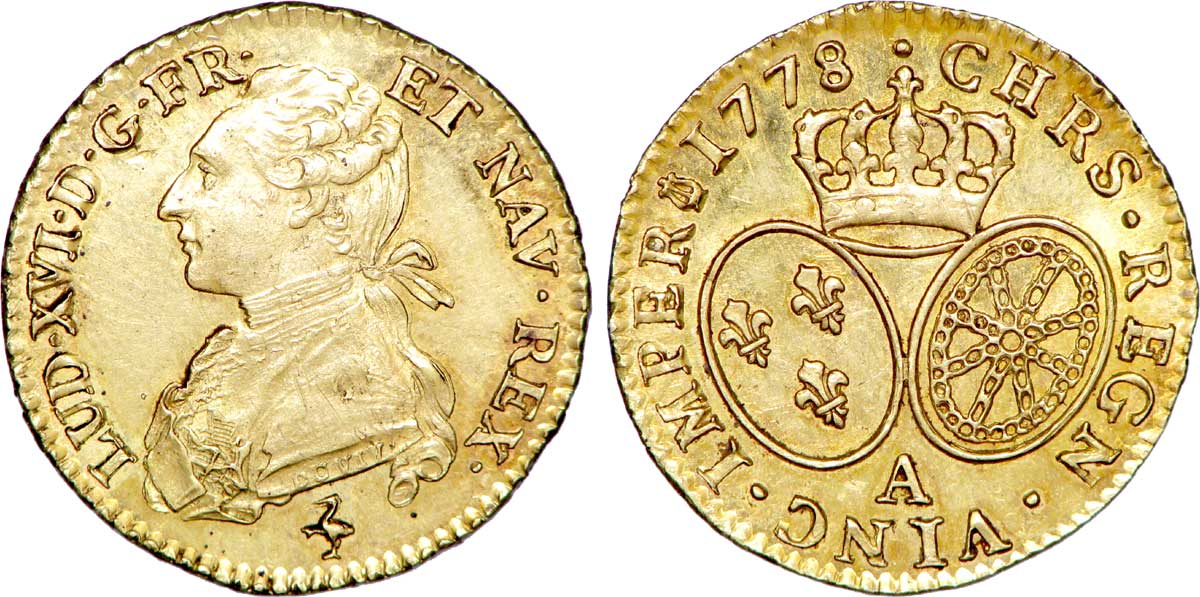
Luis XVI

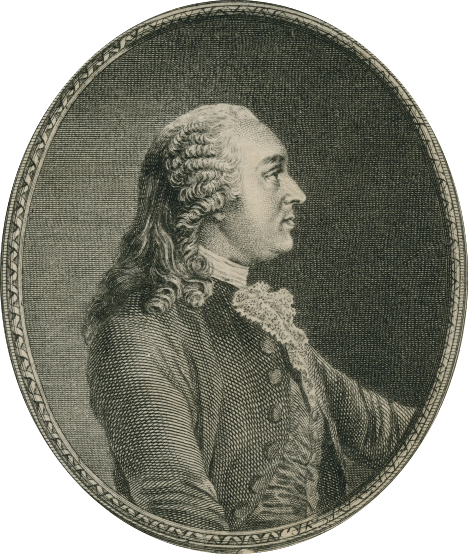
Jacques Turgot.

Jacques Turgot es nombrado por Luis XVI controlador general de las finanzas.
Turgot se lanza entonces a un proyecto "revolucionario" de creación de un sistema de asambleas con estructura piramidal, elegidas por el pueblo: municipalidades en los municipios, distritos en provincias y finalmente una municipalidad de reino. Como explica en 1854 el historiador Victor Duruy: «Había novedades muy grandes; Turgot planeaba otras más temibles: eliminación de las cargas que asfixiaban a los pobres, establecimiento sobre los nobles y el clero de un impuesto territorial; pero mejora de la situación de los curas y vicarios, que poseían la porción más pequeña de las rentas de la Iglesia y supresión de la inmensa mayoría de los monasterios, igual participación en el impuesto a través de la creación de un catastro, libertad de pensamiento para los protestantes, rescate de las rentas feudales, el mismo sistema de peso y medida para todo el reino, libertad de pensamiento también para la industria y el comercio y finalmente, como Turgot se ocupaba de necesidades morales y materiales, un vasto plan de instrucción pública para difundir las Luces (los principios de la ilustración)».
Se formó una gran coalición de individuos, cuyos intereses se veían perjudicados por las reformas, contra Turgot: poseedores del monopolio del grano, parlamentarios pertenecientes a la nobleza de toga, privilegiados..., etc. A esta coalición se unieron los allegados del rey (el ministro Maurepas y la reina María Antonieta). El rey intentó resistir a los privilegiados, su ministro y a la reina, con el fin de mantener los planes de Turgot. En marzo de 1776 declara: «Veo que sólo Turgot y yo amamos al pueblo.» Hubo graves disturbios: en casi toda Francia, estallaron revueltas populares por el precio de la harina (llamadas la guerra de la harina), probablemente organizadas por algún príncipe de sangre, que junto a la rica burguesía eran perjudicados por las reformas económicas, los cuales espolearon al ya molesto pueblo hambriento.
Tras dos años de resistencia, Luis XVI y sus ministros reformistas cedieron a las presiones. Malesherbes dimitió y el soberano se vio obligado a cesar a Turgot el 12 de mayo de 1776 y desbaratar sus reformas.

#### Ministerio de Necker

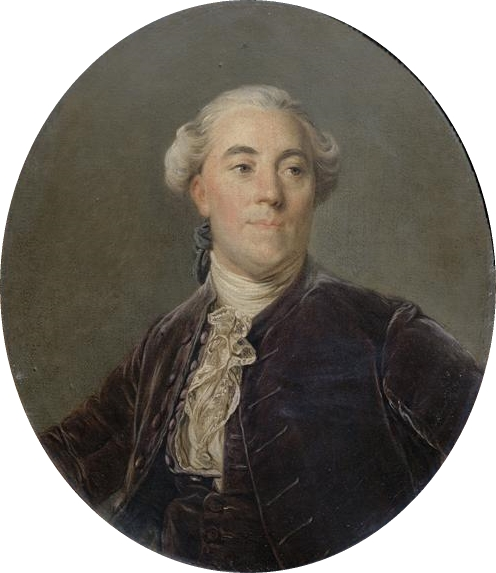
Jacques Necker.

El sustituto de Turgot murió varios meses después del cese. En octubre de 1776, Luis XVI nombró a Jacques Necker director de finanzas (el equivalente a controlador general de las finanzas). Era una elección triplemente vanguardista: Necker era plebeyo, extranjero (ginebrino) y protestante.
Luis XVI y Necker volvieron a las reformas esenciales, el ministerio de Necker está caracterizado así por la liberación de los últimos siervos del reino, por una ordenanza del 8 de agosto de 1779. Esta ordenanza estuvo favorecida por Voltaire, que en 1778 apoyó la causa de los siervos del Mont-Jura y la abadía de Saint-Claude. Sin embargo, la ordenanza apenas fue aplicada y la servidumbre persistió localmente hasta la Revolución, cuando sería eliminada con la abolición de los privilegios la noche del 4 de agosto de 1789.
Abolió además la pregunta previa (aplicada a los condenados a muerte). También proyectaba una organización de asambleas provinciales, pero con un fin meramente financiero.
Luego de la publicación por parte de Necker de la rendición de cuentas del estado de las finanzas en 1781, la "guerra" que tan buen resultado dio con Turgot comenzó con su sucesor. El Parlamento rechazó el edicto que restablecía las asambleas provinciales, y los cortesanos, viendo mermados sus presupuestos, usaron la calumnia para socavar la autoridad del rey y de sus ministros. El monarca y Necker no pudieron permanecer demasiado tiempo soportando la oposición de los privilegiados, por lo que Necker presentó su dimisión, que fue aceptada el 21 de mayo de 1781.
Un edicto del 8 de agosto de 1779 autorizaba a las mujeres casadas, los mineros y los monjes a gastar la pensión sin requirimiento de autorización (del marido en el caso de la mujer casada).

#### Ministerio de Calonne
Luis XVI nombró a Charles Alexandre de Calonne, con reputación de buen técnico de las finanzas, como inspector general de las finanzas (noviembre de 1783) y luego ministro de Estado para reemplazar a Necker. Calonne llevó a cabo durante tres años una política de gastos y préstamos, de "reactivación" según algunos (grandes trabajos en transportes, la industria, el tratado de comercio con Inglaterra en 1786) destinada a recuperar el crédito del Estado.
Pero fue en falso, Calonne tuvo que volver al mismo plan de reformas de sus predecesores: liberalizar el comercio interior eliminando las aduanas interiores, suprimir los tratados, reducir la talla, reemplazar las corveas reales (trabajos gratuitos de plebeyos para la Corona, en naturaleza, medievales) por un impuesto metálico, transformar la Caja de descuento en un banco estatal y sobre todo «someter a los privilegiados a un impuesto y a la subvención territorial; establecer las asambleas provinciales», elegidas, que repartirían este impuesto. Así como Turgot, Calonne pretendía crear una pirámide de asambleas locales (asambleas parroquiales, asambleas municipales y asambleas de distrito) elegidas por los contribuyentes.
Luis XVI le dijo a Calonne: «¡Es puramente de Necker lo que usted me propone!», pero el plan era más parecido al de Turgot. Uno de los principales redactores del proyecto era el fisiócrata Pierre Samuel du Pont de Nemours, antiguo colaborador de Turgot.
Para no enfrentarse con la minoría noble de toga del Parlamento, que siempre rechazaba las reformas, el gobierno tuvo que convocar una asamblea de 144 notables (también privilegiados) para llevar a cabo su proyecto. Pero reunida en febrero-marzo de 1787 deniega el impuesto territorial igualitario. El monarca, que había mantenido su apoyo a Calonne durante varios meses, lo retira bruscamente en abril de ese mismo año, posiblemente bajo la influencia de la corte, la reina o la opinión pública.
En enero de 1787, Luis XVI abolió el peaje personal que debían pagar los judíos de Alsacia.

#### Política exterior

##### La Guerra de Independencia de los Estados Unidos

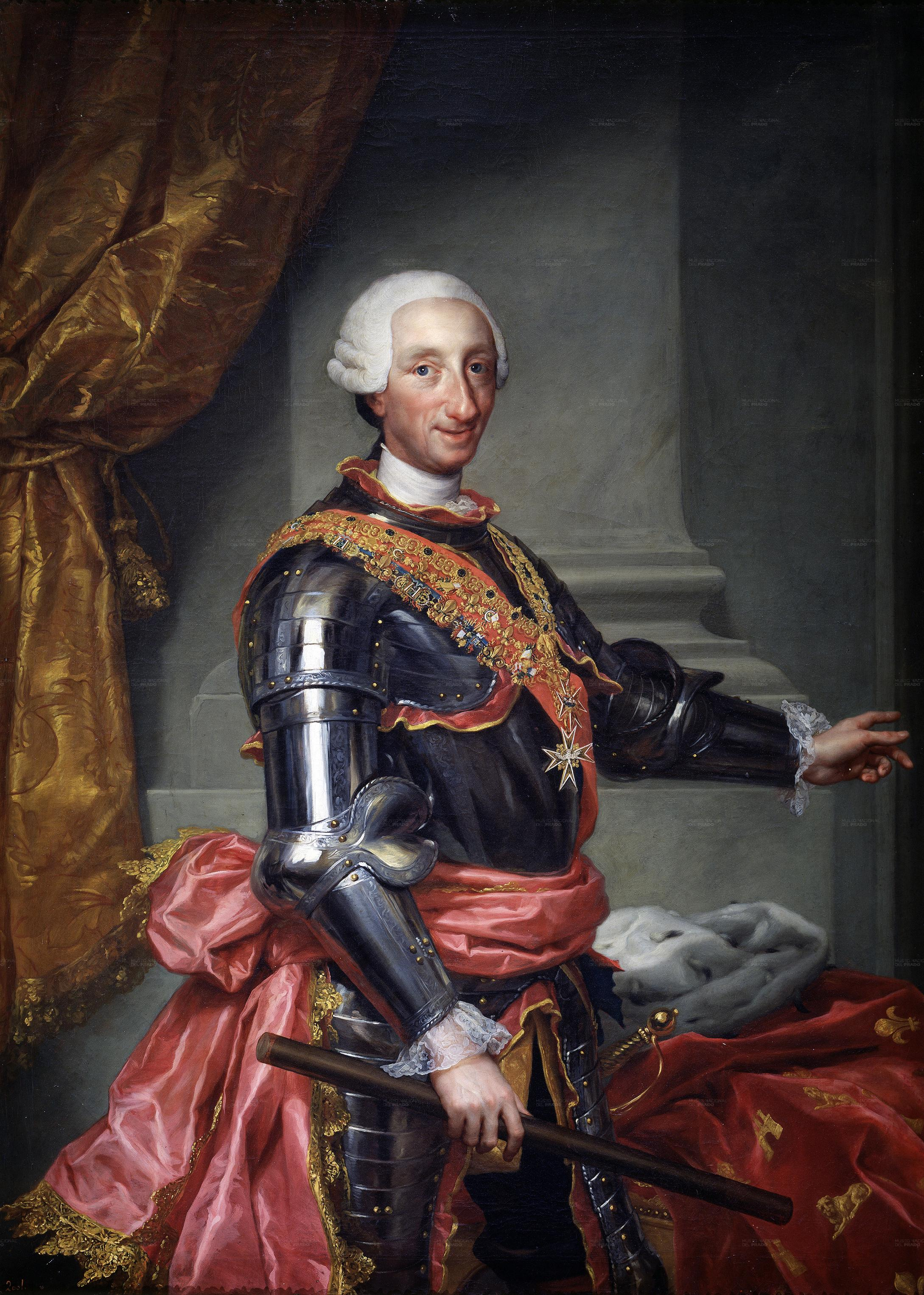
Carlos III de España.

En el verano de 1776 llegó a Francia la noticia de la proclamación de independencia de las colonias americanas de Inglaterra. Ya en el año anterior tuvieron lugar negociaciones entre las colonias y Francia. Finalmente, Vergennes convenció a Luis XVI para entrar en la guerra por la libertad de las colonias, en detrimento de los hostiles ingleses. El objetivo de Francia era recuperar las colonias perdidas en la guerra de los Siete Años.

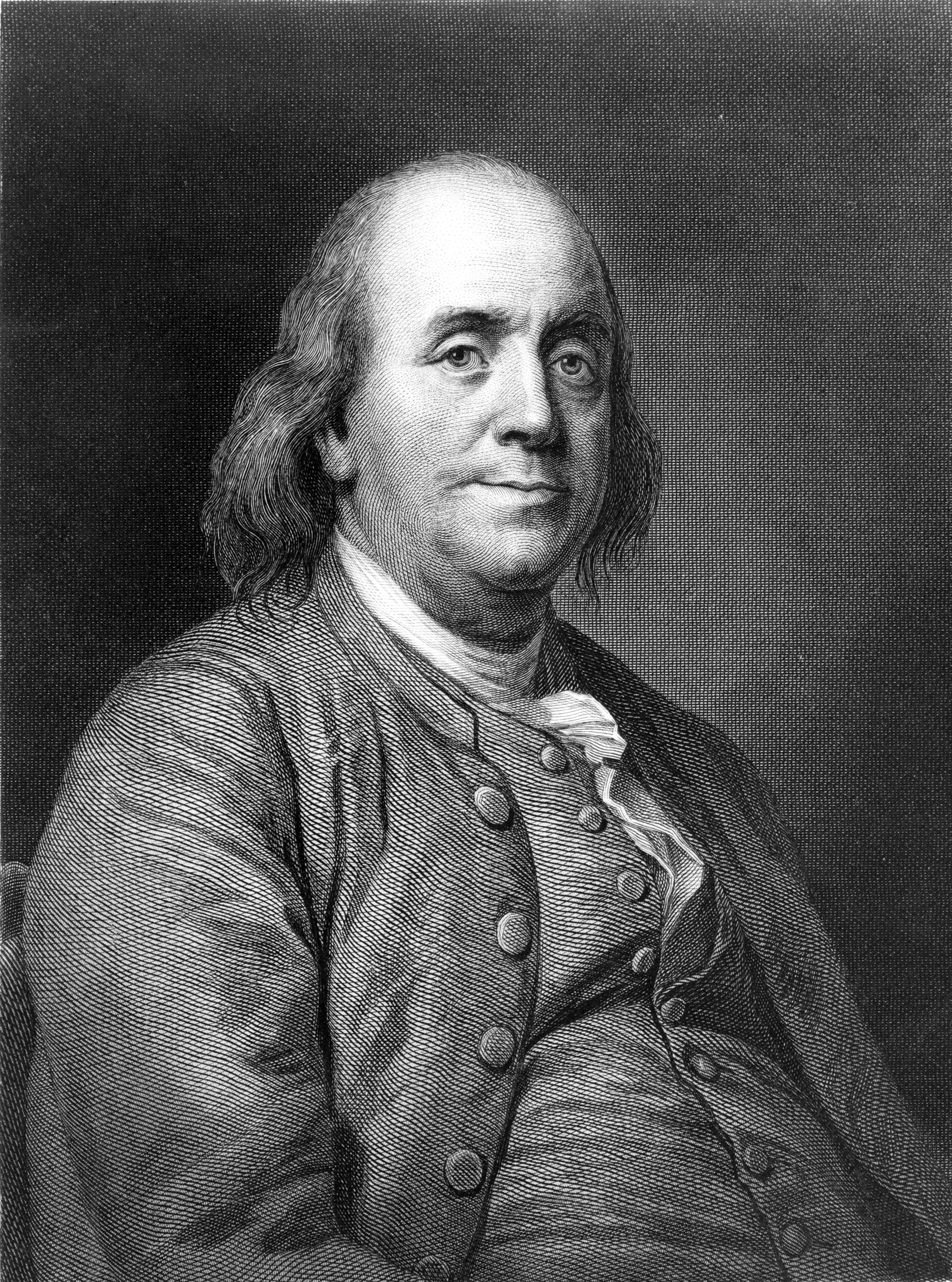
Benjamin Franklin.

El 8 de febrero de 1778 se hizo pública la alianza franco-americana. Ese mismo año, Luis XVI acogió en Francia a Benjamin Franklin y convenció a Carlos III de España para que se aliara a las colonias. Otra noticia importante fue que María Antonieta quedó embarazada en la primavera de 1778. Daría a luz el 19 de diciembre del mismo año, con una gran decepción para los presentes: una niña, llamada María Teresa. Entretanto, Francia había cosechado numerosas victorias, entre las cuales la decisiva batalla frente a la isla Ouessant, el 27 de julio de 1778. El propio Luis XVI, con ayuda de Sartine, ministro de la Marina, planificó ataques en el canal de la Mancha. En 1779, los franceses lograron reconquistar el Senegal, pero sufrieron varias derrotas navales; además su flota y la española fueron diezmadas por enfermedades como la disentería.

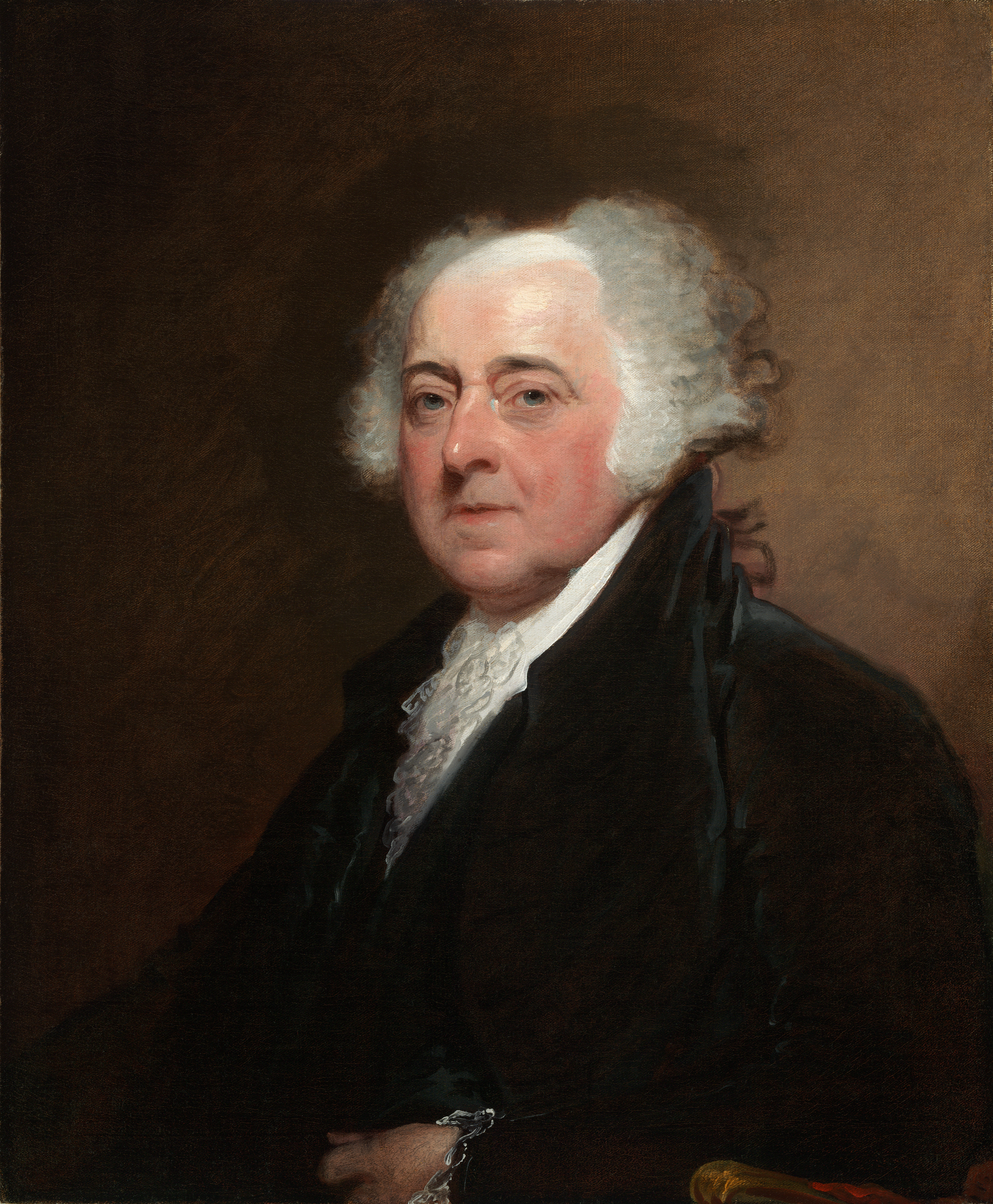
Retrato de John Adams, por Gilbert Stuart (1755-1828).

El rey decidió guarnecer América enviando numerosas tropas, compuestas en parte por nobles cortesanos, en ayuda del general Washington. El 1781 fue un año rico en acontecimientos: en América tuvieron lugar numerosas victorias durante el asedio de Yorktown, y en Francia, el 22 de octubre María Antonieta dio a luz al tan deseado delfín, Luis José. Otro hecho importante fue la muerte de Maurepas el 21 de noviembre. Los cortesanos se preguntaron entonces quién sería el sucesor, mas el soberano lo aclaró todo al decir las siguientes palabras: "J'entends régner" (yo pienso reinar).
El 2 de febrero, la flota franco-española reconquistó Menorca al derrotar a la flota inglesa. En la noche del 8 al 9 de abril, Luis XVI se comprometió a calmar una sublevación burguesa en Ginebra dejando bajo los principios del absolutismo, olvidando que estaba luchando en América por la libertad y la igualdad. Como consecuencia de este acontecimiento, los delegados del Congreso americano, Benjamin Franklin, John Adams y John Jay, rechazaron los acuerdos con Francia y firmaron una paz separada con Inglaterra, lo que hizo montar en cólera al rey francés, que ordenó a Vergennes reprender a Franklin.
Finalmente, el 20 de enero de 1783 se llegó a un acuerdo cuando los delegados franceses, españoles, norteamericanos e ingleses se reunieron en la Sala del Consejo del palacio de Versalles. La firma del acuerdo trajo consigo la obtención por parte de Francia del Senegal, algunas islas caribeñas y de escalas comerciales en la India y Dunkerque, mas los franceses perdieron seis millones de libras acordados inicialmente con los americanos, con lo que se agravó la crisis financiera del Estado. El déficit llegó a los 80 millones de libras.

##### Relaciones con Austria

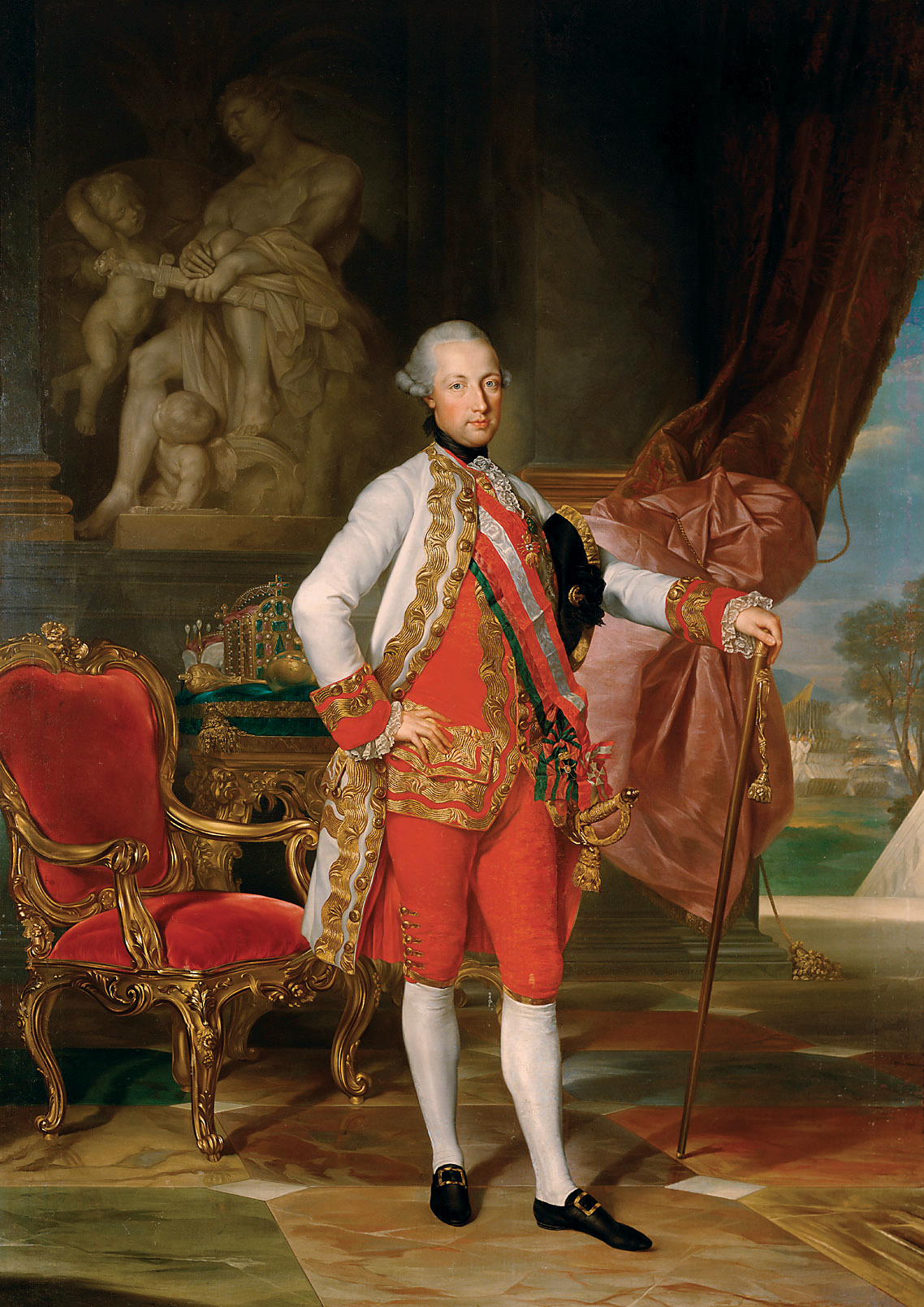
José II de Habsburgo.

En los primeros meses de 1778 estalló la guerra de Sucesión bávara a causa de los supuestos derechos al trono bajo-bávaro del emperador José II, hermano de María Antonieta. La reina, sufriendo constantes chantajes psicológicos por parte de su madre, y hábilmente manipulada por el embajador Mercy, habló a su marido y a sus ministros sobre la causa austríaca, pero éstos y el rey se opusieron, no valiendo para nada los arrebatos de la reina, y tampoco su embarazo en primavera cambió la situación. Luis XVI decidió hacer de mediador entre las dos partes, pidiendo a José II que renunciara a sus derechos al trono de Baja Baviera. La paz fue firmada en Teschen el 13 de mayo de 1779.

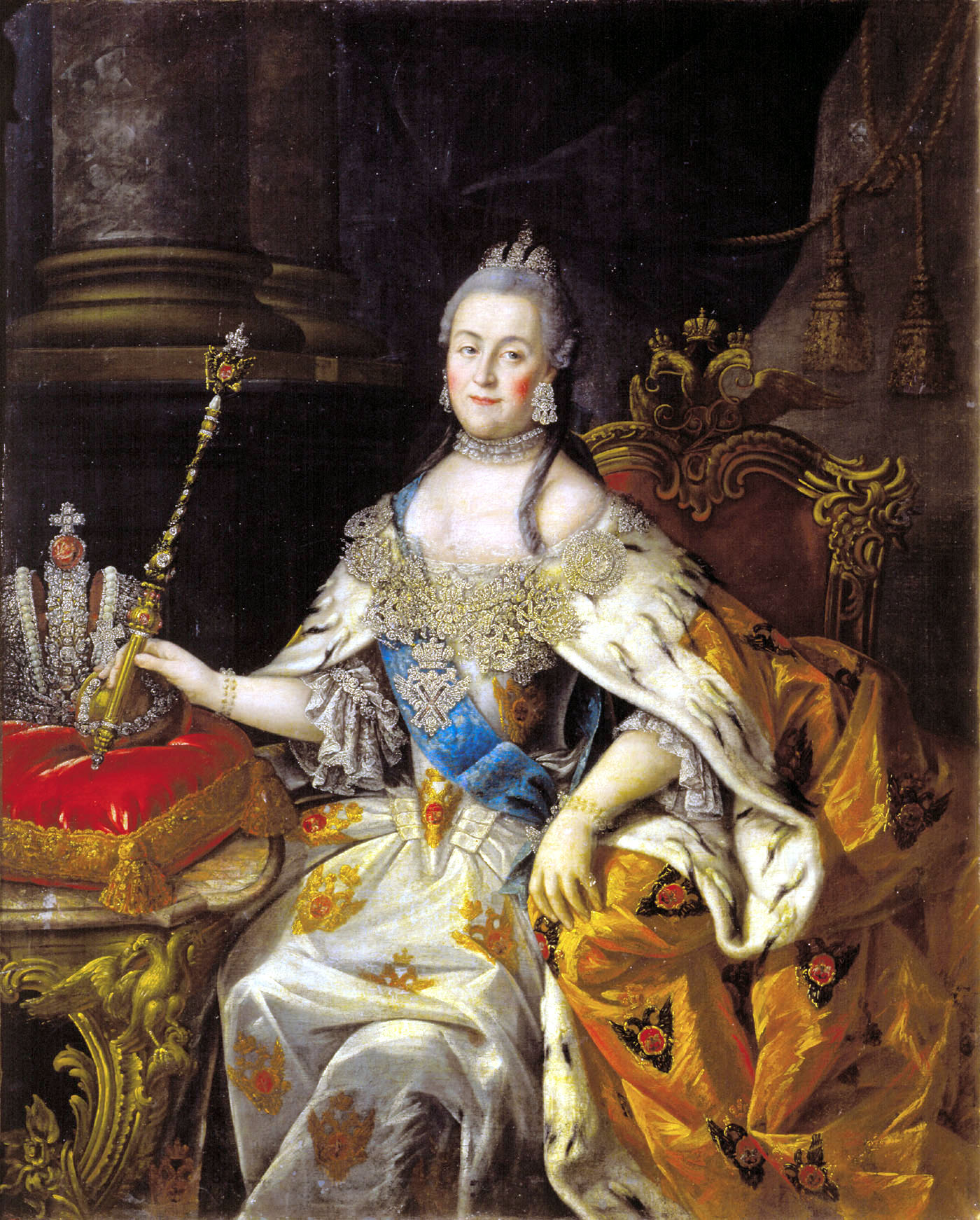
Catalina II de Rusia, la Grande.

En 1782, José II le pidió expresamente a su hermana que le solicitara al rey intervenir en apoyo de Austria y Rusia en una operación ventajosa para las tres naciones. Junto con la zarina Catalina II, José II tuvo intención de repartir el Imperio Otomano, y Egipto fue ofrecido a Luis XVI a cambio de la neutralidad de Francia. El soberano pudo aceptar esta oferta, mas le escribió una carta a su cuñado en la que denunció el «monstruoso sistema de las compensaciones», que causó conflictos perennes en el Viejo Continente. José, resentido y enfadado y convencido de que desde hacía tiempo Francia era protectora del Imperio Otomano y lo hubiese defendido, se vio obligado a renunciar a sus planes. María Antonieta tuvo un acercamiento con Luis, quedando nuevamente embarazada y teniendo un aborto involuntario el 1 de noviembre de 1783.
En 1784, José II, renunciando a los Balcanes, se centró en los Países Bajos. Quiso que los holandeses reabrieran la desembocadura del río Escalda para permitir la plena expansión del puerto de Amberes, en los Países Bajos austríacos. Aquello fue una violación de la Paz de Westfalia de la que Francia se percató. Los planes del emperador, además de violar los intereses comerciales holandeses, molestaron a los franceses. Exasperado de su cuñado, el cual no paraba de poner en peligro la paz en Europa, Luis no tuvo ninguna intención de apoyarlo; además la opinión pública gala se alineó con Holanda, teniendo incluso un ataque de rabia contra el emperador.
El emperador ejerció nuevas presiones sobre María Antonieta, pero para nada valieron las peticiones de la soberana, aunque quedara embarazada por cuarta vez. No tuvo otro remedio que confesar a su hermano su derrota. Aunque intuyera que el rey no lo apoyaría, José II se reafirmó por la fuerza y mandó un buque austríaco por el Escalda. Después de varias advertencias, los holandeses dispararon al barco. El emperador amenazó con declarar la guerra. Cuando las hostilidades llegaron al punto de poder hacer desaparecer la paz en Europa, Luis XVI apareció como pacificador. José pidió 10 millones de florines para renunciar a sus conquistas, rebajados a ocho por los holandeses. Luis XVI se ofreció a pagar los dos millones restantes por amor a la paz, tal y como dijo. Esta inútil maniobra de reconciliación fue atribuida a la influencia de la reina, la cual, el 27 de marzo de 1785 dio a luz a otro varón: Luis Carlos. Un año después tendría a María Sofía Elena Beatriz, que moriría casi al año de vida de tuberculosis.

#### Los Estados Generales
El 5 de mayo de 1789 se reunieron los Estados Generales en Versalles. El Tercer Estado entró rápidamente en oposición con los otros dos. Lo que ocurría aquellos días no implicaba a los soberanos, que estaban pendientes del ya moribundo delfín. Luis José falleció el 4 de junio de 1789, y Luis XVI decidió suspender las reuniones de los Estados Generales durante dos meses, en señal de luto. El Tercer Estado, que mientras se había autoproclamado Asamblea Nacional, rechazó la decisión del rey y reuniéndose el 20 de junio en la Sala de la Pelota, juraron no disolverse hasta que Francia tuviera una constitución.
El 9 de julio la Asamblea Nacional se convirtió en Asamblea Nacional Constituyente. En el mismo día, la mayor parte del clero y cincuenta nobles se sumaron a la recién nacida Asamblea. Para controlarla, el rey hizo traer desde Alsacia a los regimientos del mariscal de Broglie para tomar Versalles y París, pero la presencia de soldados hizo que se descubriera el complot monárquico. La furia popular aumentó el 13 de julio y el monarca aceptó la dimisión de Necker. El 14 de julio el pueblo parisino y un buen número de desertores tomaron la fortaleza de la Bastilla, para ellos símbolo del despotismo real: La Revolución había comenzado.

### La Revolución

Toma de la Bastilla, pintado en 1789 por Jean-Pierre Houël.

En las semanas que siguieron, las familias más conservadoras, como los Artois o los Polignac, huyeron del país por miedo a ser asesinados. El 17 de julio, Luis XVI partió hacia París, aunque la reina intentó por todos los modos hacerlo desistir: la consideraba una acción humillante y peligrosa no habiendo esperanza de volverlo a ver vivo. El rey volvió a Versalles. Había apoyado la revolución de París y llevaba sobre el sombrero la escarapela tricolor, símbolo de la unión de la monarquía y la nación. El 29 de julio, a petición del pueblo, Necker volvió y fue nombrado Primer Ministro de Hacienda.
Mientras tanto, el miedo a una reacción militar de los nobles emigrados, la hambruna y el desconcierto frente a los acontecimientos parisinos provocaron en toda Francia una serie de revueltas campesinas conocidas como el Gran Miedo, dirigidas casi exclusivamente en detrimento de la nobleza. Para poner remedio, el 4 de agosto, la Asamblea votó la abolición de los derechos feudales y la igualdad de todos los ciudadanos ante la ley, poniendo fin al feudalismo. El rey montó en cólera, puesto que su persona estaba en la cúspide de la misma sociedad estamental que los revolucionarios querían subvertir con sus reivindicaciones de igualdad. El 1 de octubre, en el palacio de Versalles se dio una cena en honor a los regimientos de Flandes, pero en París se filtró la noticia de que era en realidad una reunión antirrevolucionaria. El 5 de octubre, una muchedumbre armada compuesta en su mayoría de mujeres marchó sobre Versalles para pedirle pan al rey y presentarle una petición con la esperanza de que la situación se resolviera. La mañana del 6 de octubre las habitaciones reales fueron invadidas y hubo muertos entre los guardias y los civiles. La familia fue obligada entonces a trasladarse a París, al palacio de las Tullerías, bajo vigilancia de la Guardia Nacional.

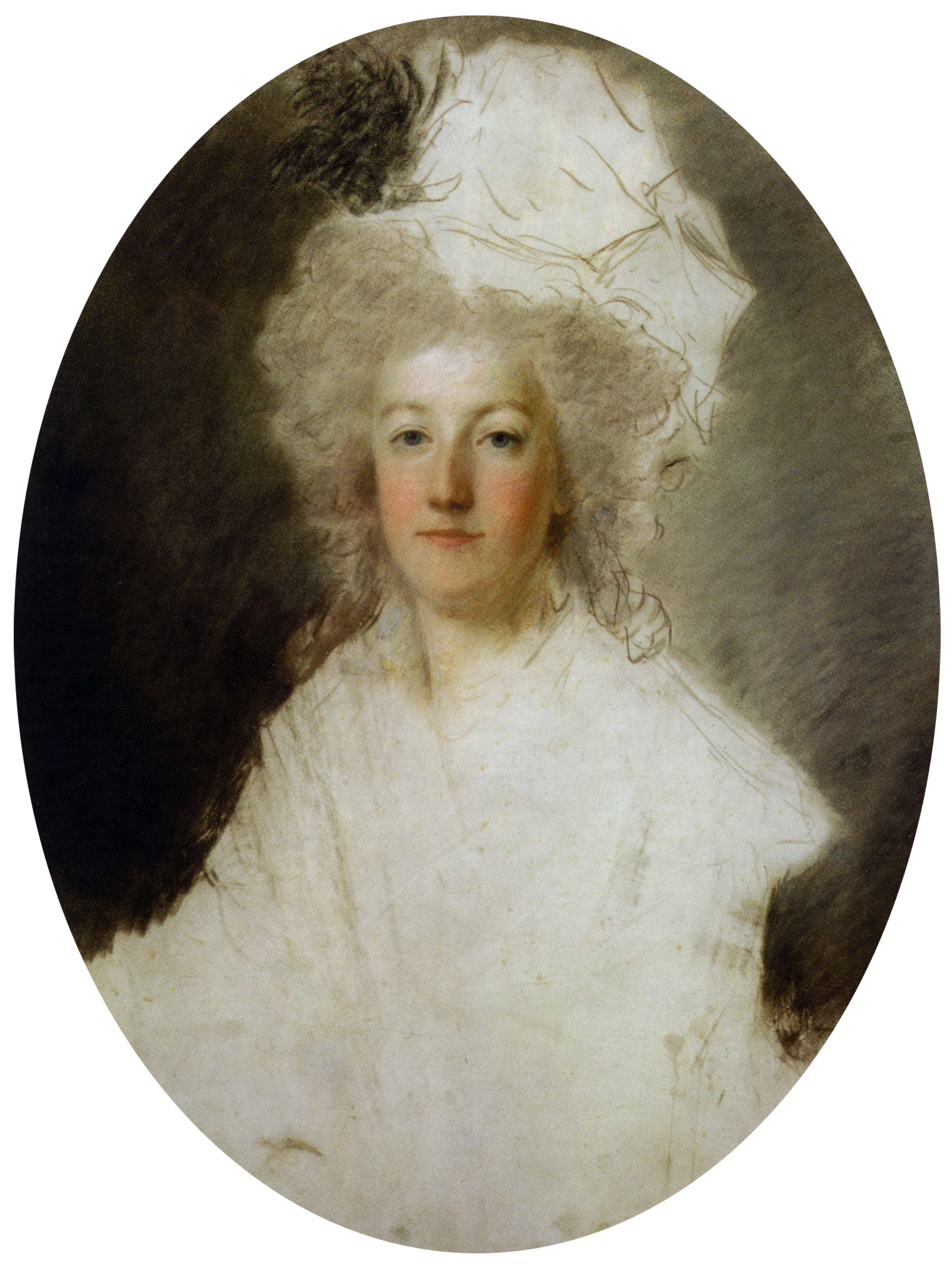
María Antonieta retratada por Kucharsky poco antes de la fuga a Varennes. En la parte baja izquierda se puede apreciar el golpe de bayoneta que un revolucionario le asestó a la pintura.

El 10 de octubre de 1789, la Asamblea General aprobó la nueva titulación de Luis: Louis, par la grâce de Dieu et la loi de l'État constitutionnelle, Roi des Français («Luis, por la gracia de Dios y la ley del Estado constitucional, rey de los franceses»). A partir de este momento obtuvo el título de Rey de los franceses, el cual no solo se diferenciaba gramaticalmente del de Rey de Francia, sino que simbolizaba el cambio en el Estado, y el cambio de concepción del monarca, que ahora «pertenecía a los franceses y les debía lealtad».
No pudiendo salir ya de caza y ni tan siquiera salir de las Tullerías, el rey cayó en una profunda apatía. En la familia real empezó a crecer la agitación y se empezó a hablar de planes de fuga de París, para buscar apoyo político y militar en las cortes europeas. La empresa era muy arriesgada y complicada. Así, los reyes tuvieron que hacer pactos con el sector más moderado de la Asamblea. Se inició una correspondencia secreta entre la familia real y el marqués Honoré Mirabeau. Los soberanos estudiaron con detalle los informes de Mirabeau; pero tenían más confianza en el conde Fersen y en Breteuil: este último, emigrado a Suiza, fue nombrado por el monarca su único representante en las cortes europeas.
Mientras tanto, la presencia de la Guardia Nacional recordaba a los reyes que eran prisioneros políticos y también los llamaba a un estado de sumisión. Temían la Constitución con cuyo preámbulo no estaban de acuerdo pero también los avisos de los nobles exiliados, que afirmaban querer hacer estallar una auténtica contrarrevolución. Pero estos nobles no mostraron más que desprecio por Luis XVI y María Antonieta, los cuales, aterrorizados por sus afirmaciones habían enviado emisarios instándoles a calmarse. Entretanto, se desencadenó en París la ira popular contra los reyes porque Marat acusó a Luis XVI de ser el jefe de una contrarrevolución e incitó al pueblo a exterminar a la familia real. Fue así como los parisinos se acostumbraron a ver a Luis XVI como un traidor a la nación que merecía la muerte.
A causa de esto, la reina, impulsada por el conde Fersen, empezó a insistir a su marido para que se decidiera a huir de París. También Mirabeau aconsejó a la familia huir: propuso organizar un ejército formado por tropas leales (según él, recibir ayuda de las tropas extranjeras habría sido un error irreparable) para disolver la Asamblea y elegir una nueva que revisara la Constitución en favor del monarca. Al principio, Luis XVI no estaba de acuerdo, pero consintió tras ser obligado a firmar la Constitución civil del clero: «En tales condiciones, preferiría ser Rey de Metz antes que seguir siendo Rey de Francia» parece ser que dijo inmediatamente después de ratificar el decreto.

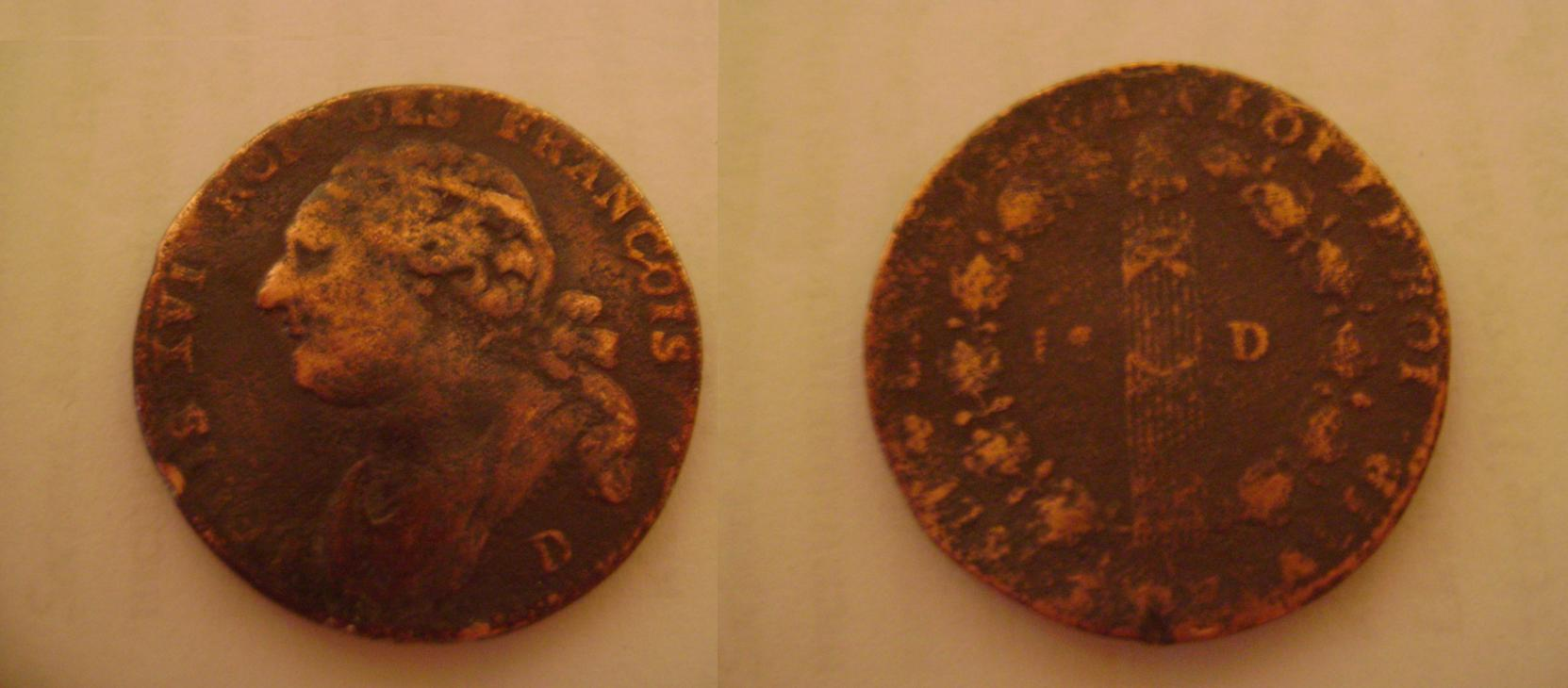
Moneda francesa de 1791. En el anverso aparece el busto del rey con la inscripción: «Louis XVI. Roi des Français». En el reverso aparecen el fascio y el gorro frigio, ambos símbolos propios de la Asamblea Nacional Constituyente que pasarían a asociarse completamente con la República francesa.

Los problemas se multiplicaron a la muerte de Mirabeau, el 2 de abril de 1791. El rey, aunque no se fiaba mucho de él, lo consideraba el único hombre capaz de perorar la causa monárquica en la Asamblea Nacional. El 18 de abril, día de Pascua, la familia fue detenida por la muchedumbre y no se le permitió celebrar la misa en Saint-Cloud. Enfadado, Luis XVI exclamó: «Es sorprendente que, después de darle libertad a la nación, yo mismo sea privado de ella». Bajaron de la carroza la reina y los dos niños y se dirigieron a las Tullerías entre los abucheos y risas de la plebe. «El rey ha llegado al escalón más bajo de la vileza» escribió en la época Madame Roland, la mujer de un girondino, que abrió un salón en París. «Ha sido puesto al descubierto por quienes están a su alrededor; no inspira otra cosa que desprecio... La gente lo llama Luis el Mentiroso o el cerdo gordo. Es imposible imaginar en el trono a un ser tan abominable.» L'Ami du peuple calificó a Luis Capeto como un ser hipócrita, físicamente vulgar, que «se consolaba con una botella».

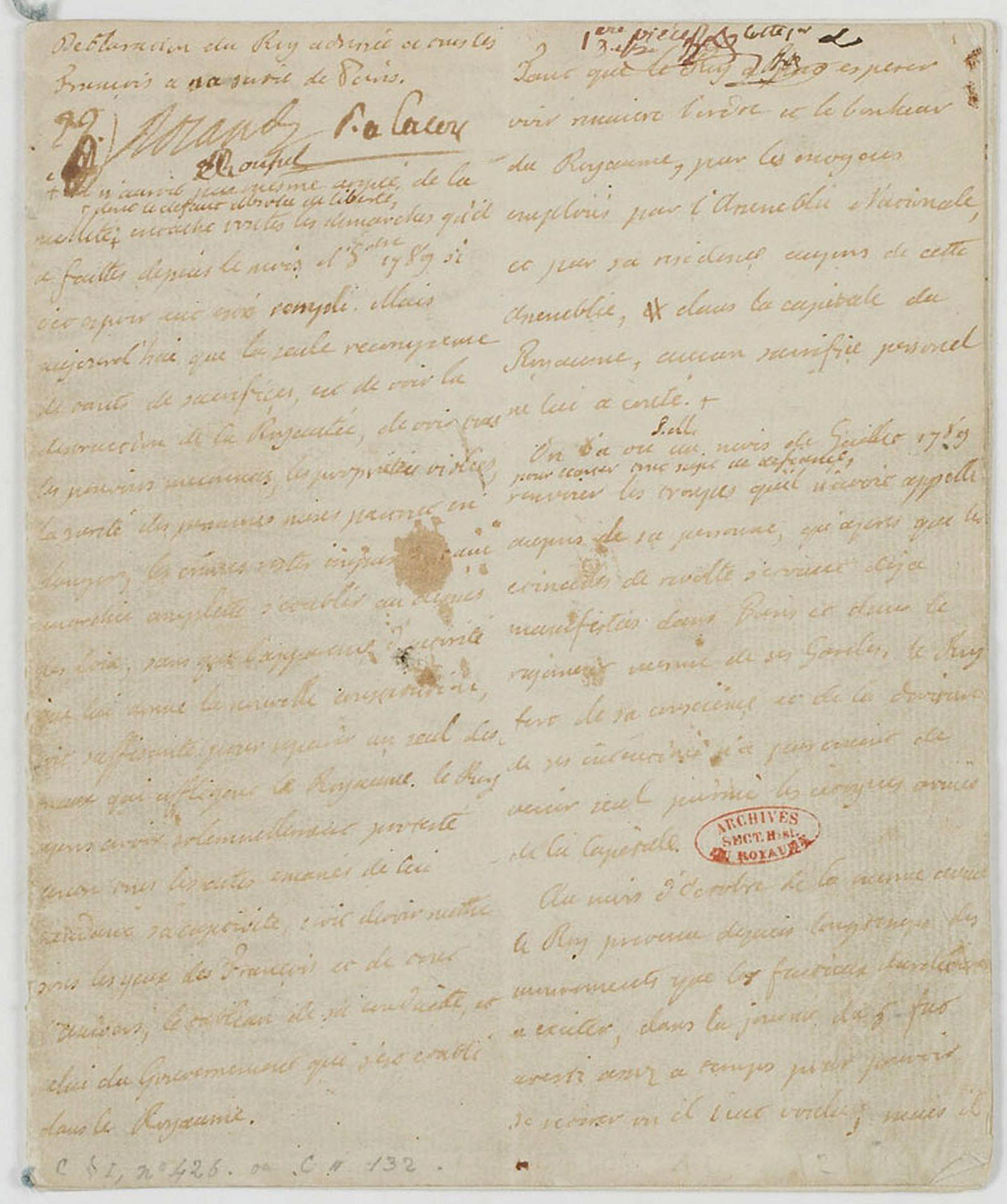
Declaración autógrafa de Luis XVI al pueblo francés a su salida de París el 20 de junio de 1791

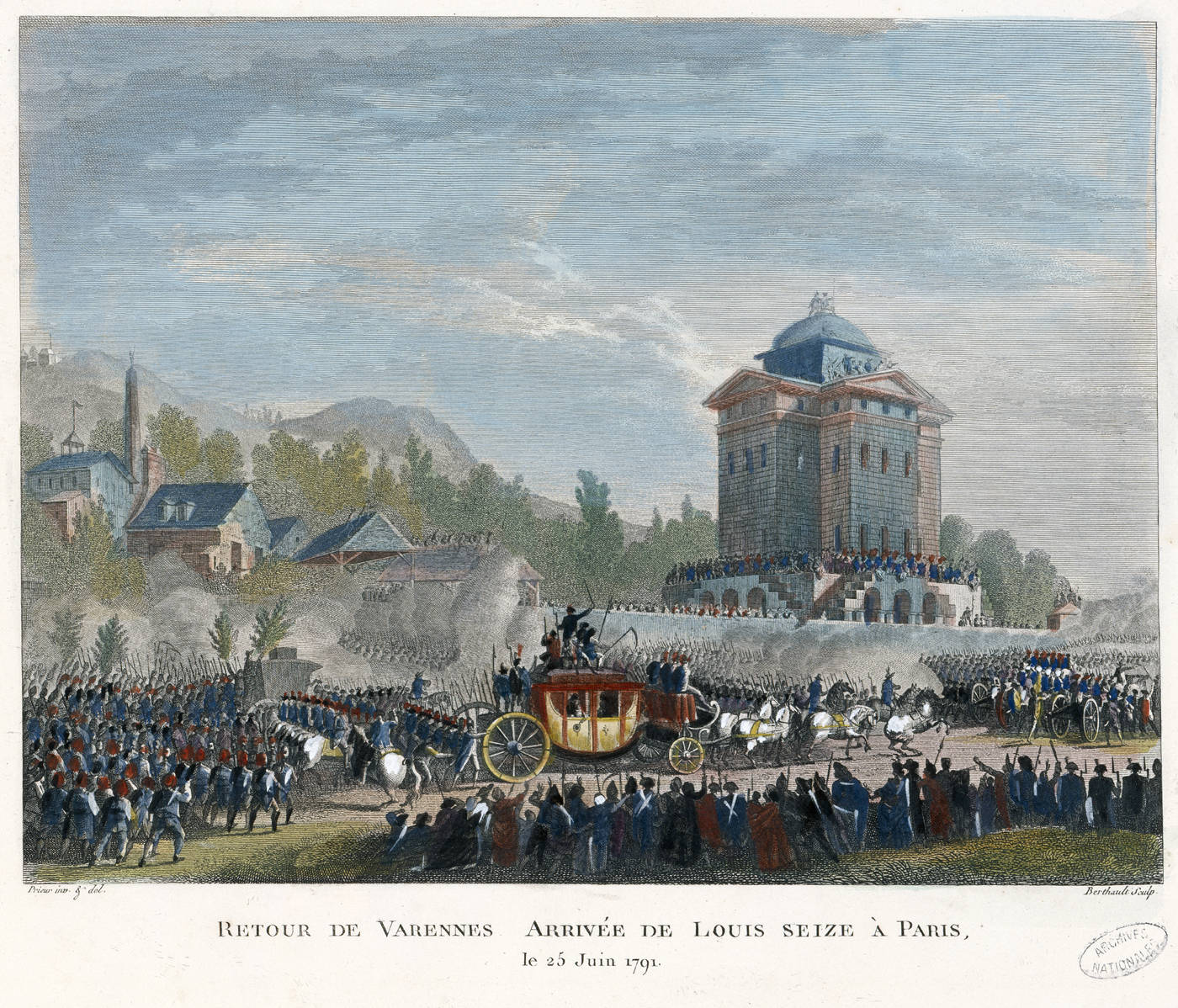
Regreso de la familia real a París tras su captura en Varennes.

El 21 de junio de 1791, la familia real emprendió la fuga hacia la fortaleza francesa de Montmédy, pero a pocos kilómetros de la fortaleza, cerca de la ciudad de Varennes-en-Argonne fueron reconocidos, detenidos y enviados a París. El viaje de vuelta fue una auténtica pesadilla: en Épernay un hombre escupió frente al rey y otros intentaron matarlo. El intento de fuga demolió la ya muy mellada idea del carácter sagrado de la persona del rey. Se empezó a pensar que un rey ya no era necesario para el Estado; mas el monarca dejó una declaración explicando las razones de su salida de París: comenta sus sentimientos sobre la revolución, criticando algunas de sus consecuencias pero sin rechazar sus grandes reformas, como la abolición de las órdenes y la igualdad civil.
Los reyes siguieron viviendo un año más en las Tullerías, sintiéndose como prisioneros. Mientras, el 14 de septiembre de 1791, Luis aceptó la Constitución francesa. El soberano, impulsado por parte de la Asamblea, declaró la guerra a Austria pero en junio de 1792 usó su poder de veto para prohibir la deportación de los sacerdotes que no habían jurado fidelidad a la nueva Constitución y la creación de un cuerpo de soldados provinciales para asignarlos fuera de París. El 20 de junio de 1792, la muchedumbre en armas atacó por primera vez las Tullerías. Tanto sus apologetas como sus detractores atribuyen a Luis XVI en esa ocasión una fría impasibilidad. Ni siquiera tembló cuando un carnicero, un tal Legendre,[cita requerida] despotricó contra él diciendo: «Señor, tenéis que preocuparos en escuchar, sois un bribón. Siempre nos ha engañado y seguirá haciéndolo. Nuestra paciencia se ha agotado. ¡La gente está harta de sus puestas en escena!» Mientras afirmaba esto, obligó al soberano a asomarse al balcón. El soberano aceptó impasible ponerse el gorro frigio y bebió vino a la salud del pueblo. La Asamblea Nacional delegó a 25 diputados que, junto con el alcalde de París, Pétion, consiguieron calmar a la multitud y convencerles de que se dispersaran pacíficamente.
Los acontecimientos del 20 de junio anticiparon lo que ocurriría el 10 de agosto, cuando una insurrección popular liderada por los hébertistas derrocó el gobierno municipal de la capital para instaurar una comuna rebelde y presionar a la desacreditada Asamblea Nacional para destronar al Rey. Aquel día tuvo lugar el más violento asalto al edificio, que sentenció la caída definitiva de la monarquía francesa. En las Tullerías murieron todos los guardias suizos del palacio, un gran número de criados y algunos aristócratas al quedarse para defender a la familia real que ya no se encontraba en el palacio. A petición de Pierre-Louis Roederer, delegado del gobierno en el departamento del Sena, ya habían buscado refugio en la Asamblea Nacional donde el rey y el delfín fueron recibidos con fuertes aplausos. A las dos de la mañana, la Asamblea se había convertido ya en Convención por la seguridad nacional, decidida a encerrar a la familia real. El soberano tuvo que asistir a la creación de un gobierno provisional únicamente formado por revolucionarios. La tarde del 13 de agosto de 1792, el rey de los franceses fue oficialmente detenido y hecho prisionero en el Temple, una torre parte de una propiedad del Estado y que perteneció a la Orden de los Templarios, transformada en prisión para la familia real.

[...] Entre la Monarquía absoluta y la Asamblea Nacional transcurrieron siglos; de la Asamblea a la Constitución dos años; de la Constitución al asalto de las Tullerías, un par de meses; del asalto de las Tullerías a la prisión sólo tres días. Todavía quedan unas pocas semanas para el cadalso y luego sólo un barquinazo para la tumba.
Stefan Zweig

### Ciudadano LuisCapeto

#### Reclusión en la torre delTemple

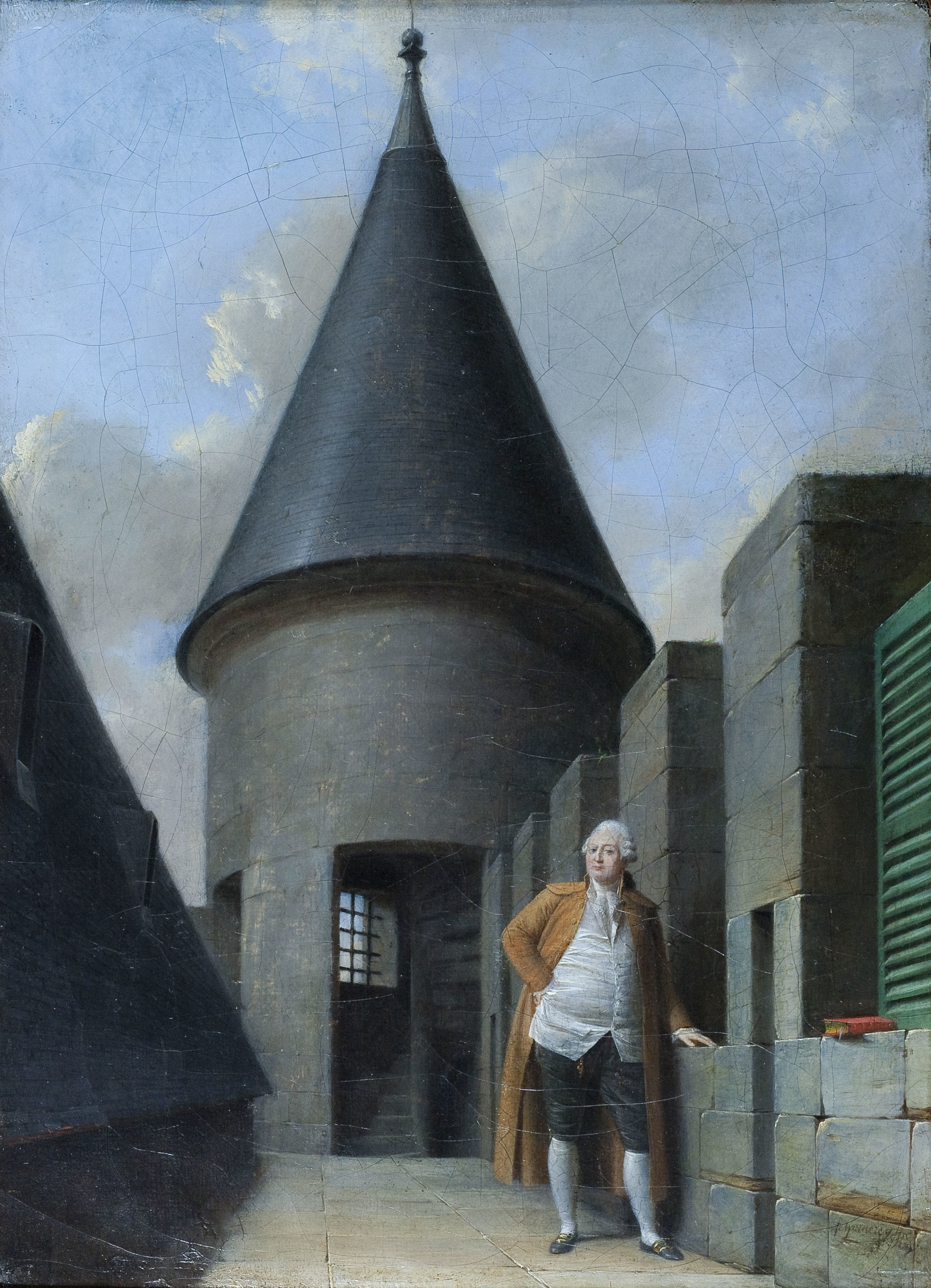
Luis en la prisión del Temple, óleo de Jean-François Garneray (1755-1837).

En el Temple, la familia real fue separada de sus acompañantes, entre los cuales estaba la princesa de Lamballe; esta última moriría durante las matanzas de septiembre. Solo a Hanet Cléry, uno de los criados del delfín, se le autorizó a permanecer junto a ellos, incluso cuando las condiciones de arresto empeoraron. Ante el temor de que la familia real pudiera mantener una correspondencia oculta se tomaron varias medidas. Pero a pesar de ello, Cléry consiguió informar de las noticias que había escuchado en el exterior cuando venía a peinar al rey o a las señoras. Después, cada tarde, los fieles realistas hicieron gritar a un vendedor de periódicos las noticias del día justo debajo de las paredes del Temple.
Durante el periodo de reclusión del rey, además de hacer de profesor de su hijo y de jugar con él dedicó sus últimos días a leer los libros que se encontraban en la biblioteca de la torre: mil quinientos volúmenes que constituían el archivo de los caballeros de Malta. Leía aproximadamente un libro al día, frunciendo el ceño cuando leía a Voltaire y Rousseau, afirmando que hubieran sido la ruina de Francia. Luis también tuvo que soportar varias groserías por parte de los guardias, que además de empezar por llamarlo Monsieur (Señor) o incluso Louis (Luis) en vez de Majesté (Majestad), ensuciaron las paredes exteriores de la torres con dibujos obscenos o pintadas amenazadoras. El 21 de septiembre, los prisioneros sintieron un gran clamor que venía de la ciudad. Desde el exterior una voz imperiosa proclamó que la monarquía había sido abolida oficialmente y había nacido la República. La reina se acostó sintiéndose desgraciada y el rey ni siquiera interrumpió su lectura.

#### Proceso
Mientras tanto se inició el debate sobre la suerte que debía correr el soberano. Se creía que, mientras estuviese vivo, constituiría el pretexto para una contrarrevolución. Se crearon así dos comisiones: una con el encargo de investigar los documentos encontrados en las Tullerías y la otra con el deber de establecer si Luis Capeto, declarado inviolable por la Constitución, podía ser procesado.
El 6 de noviembre la inmunidad del soberano fue revocada, con lo que el exmonarca pudo ser puesto bajo proceso de la Convención. El 19 de noviembre fue descubierto el armario de hierro, escondite de la correspondencia entre Luis XVI y algunos de sus hombres de confianza, en su mayoría ministros. Después de tal hallazgo, algunos diputados, como Robespierre o Saint-Just, declararon su deseo de querer castigar al ciudadano Luis Capeto sin proceso alguno, pero la mayoría de la Convención optó en cambio por un proceso regular, para que Francia y los países extranjeros no dudaran de la legalidad del veredicto.

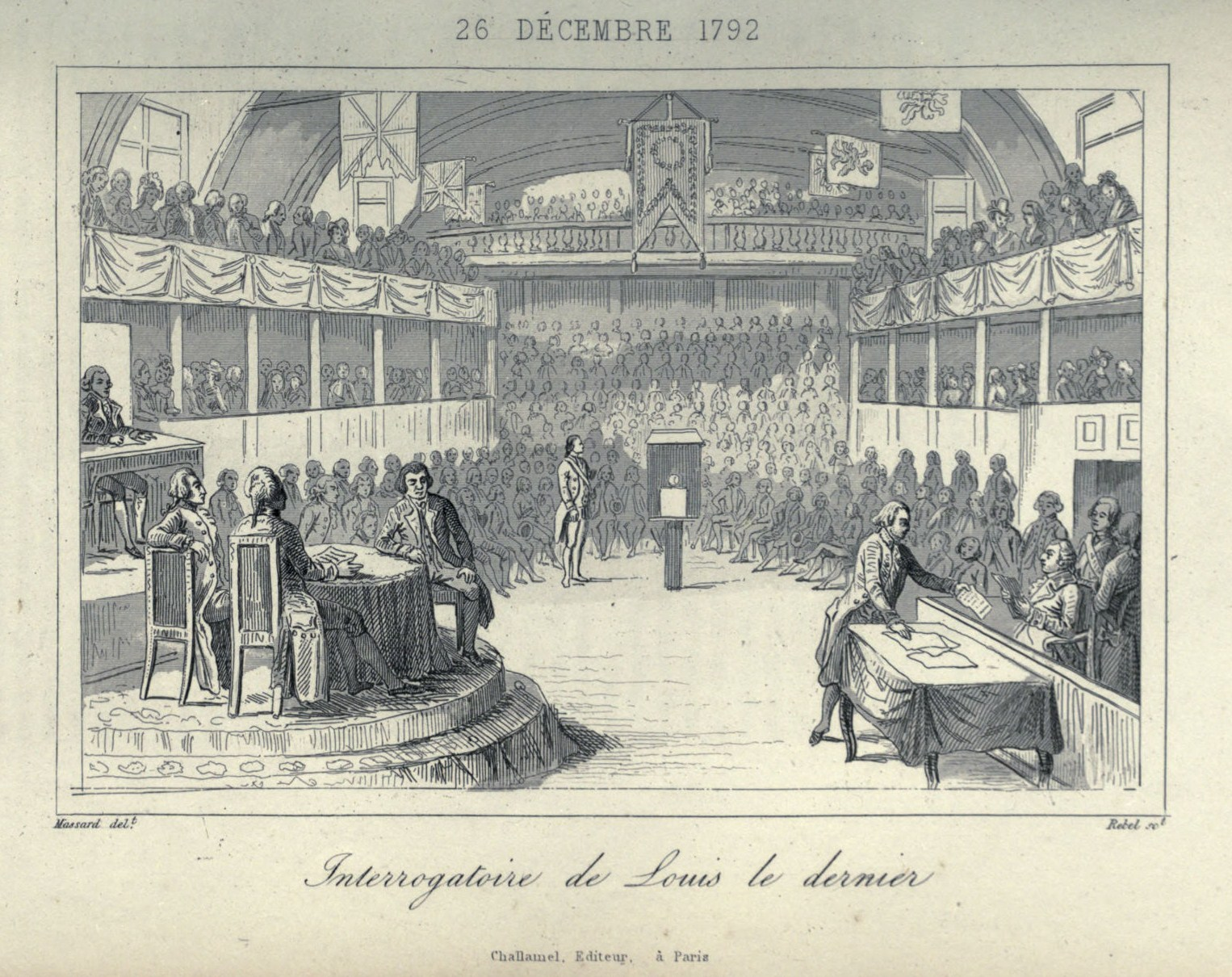
La Convención interroga a Luis el Último.

Al principio del proceso, el 10 de diciembre de 1792 Luis fue separado de su familia. Mientras tanto, el exmonarca trató de reunir a los abogados que lo defenderían, pero muy pocos accedieron a ello. Al fin, los únicos dispuestos a defenderlo fueron Malesherbes, François Denis Tronchet, un exmagistrado y el abogado Raymond de Sèze, un girondino temido por sus grandes capacidades oratorias e intelectuales. Luis Capeto trabajó activamente con sus abogados, pero supo que tenía pocas posibilidades de salvarse: «No espero convencer a los diputados y tampoco conmoverlos. Sólo os ruego que no recurráis a peroraciones tocantes a mi dignidad. Yo no quiero suscitar otro interés que el que tiene que nacer espontáneamente de la exposición de mis justificaciones.» dijo a de Sèze. El 25 de diciembre escribió su Testamento, un documento de gran valor político.
El día siguiente, de Sèze desarrolló su larga alegación, pero no convenció: quería demostrar la inviolabilidad del soberano, referida en la Constitución de 1791 y pidió que fuera juzgado como un ciudadano normal y no como un jefe de Estado. Los diputados estaban divididos, ya que los más moderados querían juzgar al monarca pero no ejecutarlo. Los debates duraron varios días pero finalmente la sentencia de muerte fue proclamada y fue leída a las 2 de la mañana del 19 de enero. La ejecución estaba fijada a las once de la mañana en la Plaza de la Revolución (hoy Plaza de la Concordia) el 21 de enero.
El monarca estaba preparado para el veredicto. Escuchó en silencio la sentencia con estoica resignación; el único momento en el que mostró sorpresa fue cuando escuchó que su primo, Felipe de Orleans, conocido entonces como Philippe Égalité (Felipe Igualdad), había votado a favor de su muerte. Fue conducido por el sacerdote refractario (es decir, que no había jurado la constitución) Edgeworth de Firmont a quien le entregó una copia firmada de su testamento, ya que temía que la entregada a la Convención nunca fuera hecha pública. A las ocho de la tarde, Luis Capeto fue conducido hasta su familia. Madame Royale en sus memorias dijo que su padre le habló a María Antonieta del proceso, luego, tomando al delfín y sentándolo en sus rodillas, les hizo prometer que perdonarían a sus enemigos. Escribió: «Mi padre lloró por nosotros, no por miedo a la muerte». María Antonieta habría querido pasar la última noche junto a su marido, pero este se lo negó. Más tarde el rey le dijo a Edgeworth: «Es terrible amar tanto sobre la tierra y ser correspondido de tanto amor. Pero ahora cada pensamiento y cada amor debe irle solamente a Dios».

### Ejecución
La mañana del 21 de enero de 1793, recibida la comunión, Luis XVI, llamado Luis Capeto por los revolucionarios y todavía rey de Francia y de Navarra para los monárquicos, le confió a Cléry la tarea de dar el último adiós a sus parientes y abandonó el Temple en carroza. A las diez y cuarto de la mañana, el condenado llegó al lugar en el que se encontraba instalada la guillotina, la entonces llamada Plaza de la Revolución. 

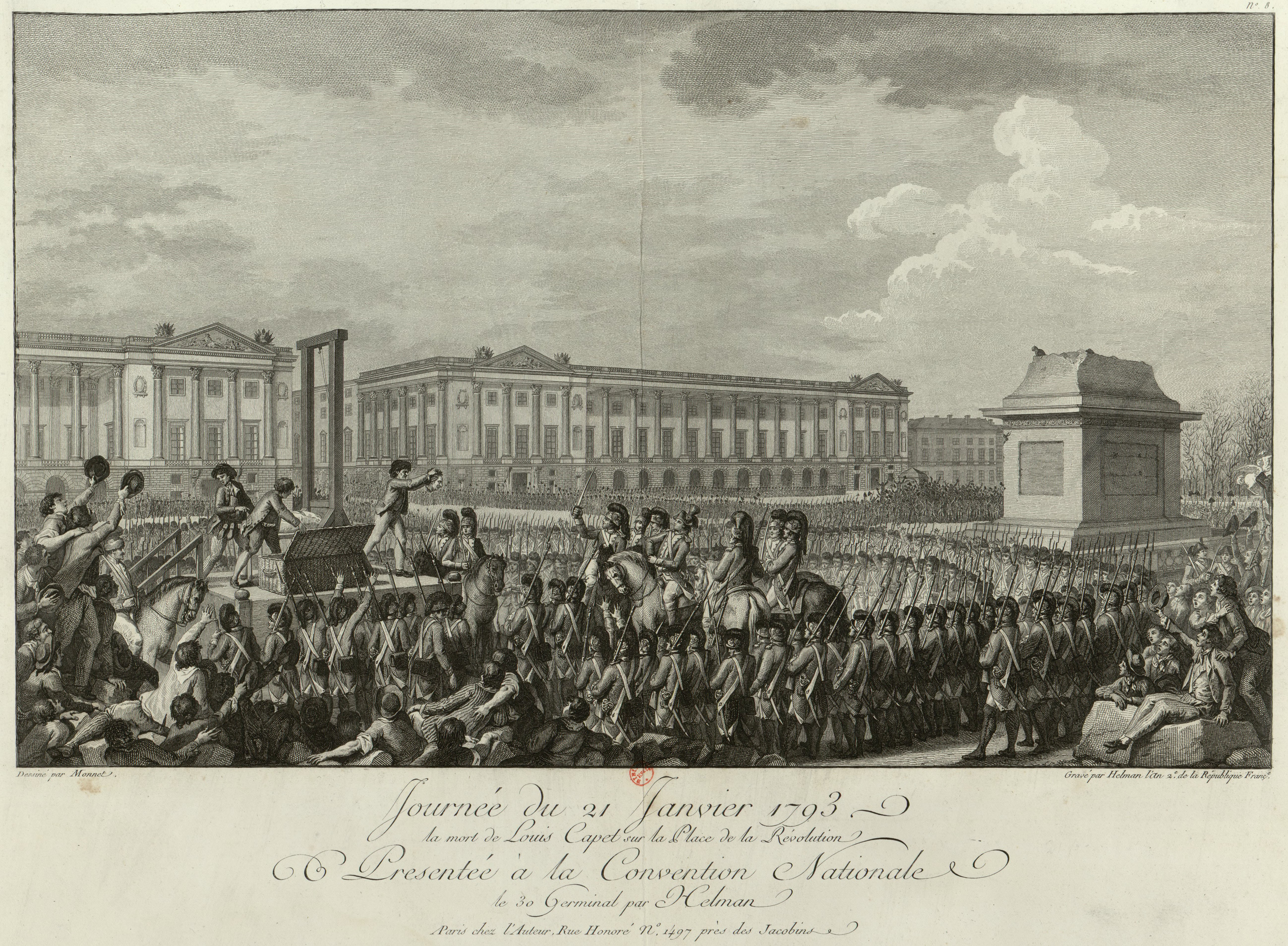
La ejecución de Luis XVI.

Al bajar de la carroza se quitó la chaqueta, se desabrochó la camisa de lino y se apartó el pañuelo del cuello. Algunos guardias trataron de atarle las manos, pero Luis se negó indignado: «Haréis lo que se os haya ordenado, pero no me ataréis nunca». Edgeworth lo ayudó a subir los empinados peldaños del cadalso y, alcanzado el patíbulo, el verdugo Sanson le cortó la coleta y finalmente tuvo que acceder a que le ataran las manos, espoleado por Edgeworth, quien le dijo que ese sería su «sacrificio final». Tras todo esto, Luis de Borbón preguntó si los tambores redoblarían durante su ejecución; el otrora Luis XVI de Francia, logrando apartarse del verdugo, hizo ademán de volverse hacia el pueblo de Francia siendo detenido en el intento; llegó a exclamar: «¡Pueblo, muero inocente de todos los delitos de los que se me acusa! Perdono a los que causaron mi muerte y ruego a Dios, que la sangre que vais a derramar no recaiga jamás sobre Francia!». El verdugo refirió más tarde en sus memorias que «[el rey] soportó todo eso con una compostura y una firmeza que nos asombró a todos nosotros. Estoy convencido de que sacó su fortaleza de los principios de la religión, de los que nadie parecía más convencido y afectado que él». Uno o dos minutos después de las diez y veinte, fue finalmente guillotinado.

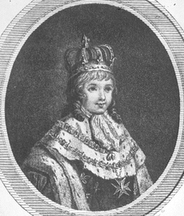
Litografía ficticia de Luis XVII. Luis Carlos se convirtió en Luis XVII para los monárquicos tras la muerte de su padre.

Decapitado ya, un joven miembro de la Guardia Nacional recogió la ensangrentada cabeza y la mostró al pueblo paseándose por el cadalso. Se oyó un rugido que proclamaba «¡Viva la República!». La mayoría de los presentes comenzó a entonar «La Marsellesa», mientras algunos espectadores empezaron a bailar en círculo alrededor del cadalso. Otros se afanaban en recoger la sangre que se había filtrado a través de los maderos del cadalso; algunos la probaban. Un ayudante del verdugo subastó las prendas y el pelo del difunto Luis XVI. Los guardias, mientras tanto, colocaron el cadáver junto con la cabeza en un cesto de mimbre que trasladaron a un carro. Este se dirigió más tarde al cementerio de la Magdalena, donde fue inhumado Luis XVI de Borbón, último monarca del Antiguo Régimen francés. En la Restauración (1815-1830), bajo el reinado de su hermano Luis XVIII (1815-1824), sus restos fueron trasladados junto con los de la reina María Antonieta a la basílica de Saint-Denis, donde se inhumaron de nuevo en ataúdes de plomo, en un mausoleo propio digno de un monarca francés.
A su muerte, su hijo de ocho años, Luis Carlos, se convirtió automáticamente para los monárquicos y los monarcas europeos en el Rey Luis XVII. La reina María Antonieta, al igual que su marido, fue condenada a la guillotina, a la que tuvo que enfrentarse el 16 de octubre de 1793, e igual que tuvo que hacerlo Madame Isabel (la hermana de Luis XVI) el 10 de mayo de 1794. El niño Luis XVII murió en misteriosas circunstancias, puede que a causa de la tuberculosis, el 8 de junio de 1795. Solo su hermana María Teresa sobrevivió a la Revolución, viviendo en completa soledad durante un año tras la ejecución de su tía Isabel; al final de la guerra fue usada como rehén y liberada el 26 de diciembre de 1795. Se exilió en Austria, donde residían sus familiares, y, atendiendo a los deseos de sus tíos se casó con su primo Luis Antonio, duque de Angulema.

#### Reliquias
El antes mencionado hecho de que muchos de los presentes en la ejecución del rey empaparon trozos de tela en la sangre del monarca es ampliamente conocido. Relativamente recientes son las apariciones en escena de sendas reliquias que supuestamente contienen restos de la sangre de Luis XVI.
Las que presumiblemente se conocen son:
- Un pañuelo con restos de sangre del monarca contenido en una calabaza tallada. Supuestamente, Maximilien Bourdaloue, un ciudadano, mojó su pañuelo en la sangre de Luis XVI y, más tarde, encargó la calabaza tallada para usarla como recipiente. La calabaza se encuentra en posesión de una familia de Boloña (Italia) desde hace más de un siglo. El ADN de la mancha de sangre del fondo del recipiente ha sido analizada por unos científicos del CSIC, hallando que perteneció a un individuo europeo con ojos azules, tal y como los tenía Luis XVI (y puede verse en los cuadros de Antoine-François Callet).[88]

- Un pequeño trozo de tela (cuyas dimensiones son de 20x16 cm) manchado igualmente de sangre, acompañado de una nota manuscrita en papel que reza: «Sangre preciosa de Luis XVI, 21 de enero de 1793. Entregada por el coronel Joubert en 1829». Ambos, tela y papel, se encuentran, junto a un pequeño saquito de arena (supuestamente, del lugar en el que fue ejecutado el soberano), contenidos en un pequeño cofre de caoba. El cofre y su contenido fueron subastados en abril de 2013.[89]

#### Las reacciones a la ejecución del monarca
La muerte del soberano indignó a todas las monarquías europeas y a la mismísima Roma. El papa Pío VI, en la apología Quare Lacrymae abordó por primera vez el tema de la beatificación de Luis XVI.
Con la restauración de la monarquía en 1814, la autodenominada «buena sociedad francesa» (partidaria del regreso de los borbones) comenzó a vivir una etapa de luto para expiar las culpas del doble regicidio e idealizó la vida de los dos monarcas. El 18 de enero de 1815 se empezó con la exhumación de los cuerpos de los reyes, enterrados en el cementerio de la Magdalena, con vistas a una inhumación en la basílica de Saint-Denis, apropiada para un soberano francés. Los restos de la reina María Antonieta fueron extraídos en primer lugar, seguidos por los de Luis XVI, todo ello gracias a que un abogado llamado Pierre Louis Desclozeaux había señalado el lugar exacto en el que se encontraban los cuerpos plantando árboles. La hija primogénita de ambos, la princesa María Teresa, fue conducida a este lugar de enterramiento primigenio por la condesa de Bearne, Madame de Tourzel, donde se dice que cayó de rodillas y comenzó a rezar.
Por orden de Luis XVIII se construyeron dos capillas expiatorias, una en la celda de María Antonieta en la Conciergerie y otra en el cementerio de la Magdalena. Esta última, diseñada como un mausoleo clásico se emplazó en el lugar donde los reyes fueron originalmente enterrados. El 21 de enero de 1815 los restos de los soberanos fueron llevados en pompa magna a la basílica de Saint-Denis, donde fueron inhumados en ataúdes de plomo. Desde aquel momento, poetas, escritores, pintores y escultores simpatizantes con sus ideas no hicieron otra cosa que exaltar las virtudes del Roi Martyr.

## Personalidad
Luis XVI no trabajaba metódicamente a diario, sino que más bien se concedía numerosos descansos, durante los que leía cuentos de viajes, consultaba mapas geográficos, se dedicaba a estudios de topografía, de física o de química. Asimismo, se entretenía planificando el recorrido cotidiano de las batidas de caza, una de sus grandes pasiones. La otra gran pasión del rey era montar y arreglar cerraduras y forjar llaves y candados junto a Gamain, el herrero real y Poux-Landry, un experto en mecánica. Todo el trabajo con cerraduras y llaves se realizaba en una fragua instalada en el interior de su biblioteca personal. Los cortesanos, comenzando por la misma reina María Antonieta, se sorprendían al verlo enfrascado en tareas tan «bajas». Se han elaborado dos hipótesis para explicar este comportamiento, a priori, tan extraño:
- Una de ellas defiende que podría tratarse de una neurosis obsesiva; después de todo, Luis XVI mostraba otras «rarezas»: apuntaba toda cosa por insignificante que fuera, como las noches pasadas fuera del palacio, los paseos, las cabalgatas, las presas abatidas, los animales (perros, golondrinas, ...) abatidos por error durante las batidas de caza, etc.[94]
- Por otra parte, según los psicoanalistas Nicolás Abraham y María Torok, Luis XVI habría estado sometido a una criptoforia, término utilizado para describir un trastorno en el que el individuo afectado pierde sus propias identidad y personalidad para sustituirlas por la imitación de aquellas de un familiar fallecido, generalmente, un hermano o una hermana. De ser cierta la conjetura, muy probablemente el «fantasma» del soberano sería su hermano mayor, el duque de Borgoña, Luis de Francia, un niño sano e inteligente al que sucedió como futuro delfín de Francia y cuya muerte a los diez años le afectó profundamente.[94]

## Ancestros
| \| \| \| \| \| \| \| \| \| \| \| \| \| \| \| \| \| \| \| \| 16. Luis, el Gran Delfín \| \| \| \| \| \| \| \| \| \| \| \| \| \| \| \| \| \| \| \| \| \| \| \| \| \| \| \| \| \| \| \| \| \| \| \| \| \| \| \| \| \| \| \| \| \| \| \| \| \| \| \| \| \| 8. Luis, Duque de Borgoña \| \| \| \| \| \| \| \| \| \| \| \| \| \| \| \| \| \| \| \| \| \| \| \| \| \| \| \| \| \| \| \| \| \| \| \| \| \| \| \| \| \| \| \| \| \| \| \| \| \| \| \| \| \| 17. María Ana Cristina de Baviera \| \| \| \| \| \| \| \| \| \| \| \| \| \| \| \| \| \| \| \| \| \| \| \| \| \| \| \| \| \| \| \| \| \| \| \| \| \| \| \| \| \| \| \| \| \| \| \| \| \| \| \| \| \| 4. Luis XV de Francia \| \| \| \| \| \| \| \| \| \| \| \| \| \| \| \| \| \| \| \| \| \| \| \| \| \| \| \| \| \| \| \| \| \| \| \| \| \| \| \| \| \| \| \| \| \| \| \| \| \| \| \| \| \| 18. Víctor Amadeo II de Cerdeña \| \| \| \| \| \| \| \| \| \| \| \| \| \| \| \| \| \| \| \| \| \| \| \| \| \| \| \| \| \| \| \| \| \| \| \| \| \| \| \| \| \| \| \| \| \| \| \| \| \| \| \| \| \| 9. María Adelaida de Saboya \| \| \| \| \| \| \| \| \| \| \| \| \| \| \| \| \| \| \| \| \| \| \| \| \| \| \| \| \| \| \| \| \| \| \| \| \| \| \| \| \| \| \| \| \| \| \| \| \| \| \| \| \| \| 19. Ana María de Orleans \| \| \| \| \| \| \| \| \| \| \| \| \| \| \| \| \| \| \| \| \| \| \| \| \| \| \| \| \| \| \| \| \| \| \| \| \| \| \| \| \| \| \| \| \| \| \| \| \| \| \| \| \| \| 2. Luis, Delfín de Francia \| \| \| \| \| \| \| \| \| \| \| \| \| \| \| \| \| \| \| \| \| \| \| \| \| \| \| \| \| \| \| \| \| \| \| \| \| \| \| \| \| \| \| \| \| \| \| \| \| \| \| \| \| \| 20. Rafael Leszczynski \| \| \| \| \| \| \| \| \| \| \| \| \| \| \| \| \| \| \| \| \| \| \| \| \| \| \| \| \| \| \| \| \| \| \| \| \| \| \| \| \| \| \| \| \| \| \| \| \| \| \| \| \| \| 10. Estanislao I Leszczynski \| \| \| \| \| \| \| \| \| \| \| \| \| \| \| \| \| \| \| \| \| \| \| \| \| \| \| \| \| \| \| \| \| \| \| \| \| \| \| \| \| \| \| \| \| \| \| \| \| \| \| \| \| \| 21. Ana Jablonowska \| \| \| \| \| \| \| \| \| \| \| \| \| \| \| \| \| \| \| \| \| \| \| \| \| \| \| \| \| \| \| \| \| \| \| \| \| \| \| \| \| \| \| \| \| \| \| \| \| \| \| \| \| \| 5. María Leszczynska \| \| \| \| \| \| \| \| \| \| \| \| \| \| \| \| \| \| \| \| \| \| \| \| \| \| \| \| \| \| \| \| \| \| \| \| \| \| \| \| \| \| \| \| \| \| \| \| \| \| \| \| \| \| 22. Juan Carlos Opalinski \| \| \| \| \| \| \| \| \| \| \| \| \| \| \| \| \| \| \| \| \| \| \| \| \| \| \| \| \| \| \| \| \| \| \| \| \| \| \| \| \| \| \| \| \| \| \| \| \| \| \| \| \| \| 11. Catalina Opalinska \| \| \| \| \| \| \| \| \| \| \| \| \| \| \| \| \| \| \| \| \| \| \| \| \| \| \| \| \| \| \| \| \| \| \| \| \| \| \| \| \| \| \| \| \| \| \| \| \| \| \| \| \| \| 23. Sofía Czarnkowska \| \| \| \| \| \| \| \| \| \| \| \| \| \| \| \| \| \| \| \| \| \| \| \| \| \| \| \| \| \| \| \| \| \| \| \| \| \| \| \| \| \| \| \| \| \| \| \| \| \| \| \| \| \| 1. Luis XVI de Francia \| \| \| \| \| \| \| \| \| \| \| \| \| \| \| \| \| \| \| \| \| \| \| \| \| \| \| \| \| \| \| \| \| \| \| \| \| \| \| \| \| \| \| \| \| \| \| \| \| \| \| \| \| \| 24. Juan Jorge III de Sajonia \| \| \| \| \| \| \| \| \| \| \| \| \| \| \| \| \| \| \| \| \| \| \| \| \| \| \| \| \| \| \| \| \| \| \| \| \| \| \| \| \| \| \| \| \| \| \| \| \| \| \| \| \| \| 12. Augusto II de Polonia \| \| \| \| \| \| \| \| \| \| \| \| \| \| \| \| \| \| \| \| \| \| \| \| \| \| \| \| \| \| \| \| \| \| \| \| \| \| \| \| \| \| \| \| \| \| \| \| \| \| \| \| \| \| 25. Ana Sofía de Dinamarca \| \| \| \| \| \| \| \| \| \| \| \| \| \| \| \| \| \| \| \| \| \| \| \| \| \| \| \| \| \| \| \| \| \| \| \| \| \| \| \| \| \| \| \| \| \| \| \| \| \| \| \| \| \| 6. Augusto III de Polonia \| \| \| \| \| \| \| \| \| \| \| \| \| \| \| \| \| \| \| \| \| \| \| \| \| \| \| \| \| \| \| \| \| \| \| \| \| \| \| \| \| \| \| \| \| \| \| \| \| \| \| \| \| \| 26. Cristián Ernesto de Brandeburgo-Bayreuth \| \| \| \| \| \| \| \| \| \| \| \| \| \| \| \| \| \| \| \| \| \| \| \| \| \| \| \| \| \| \| \| \| \| \| \| \| \| \| \| \| \| \| \| \| \| \| \| \| \| \| \| \| \| 13. Cristiana Eberardina de Brandeburgo-Bayreuth \| \| \| \| \| \| \| \| \| \| \| \| \| \| \| \| \| \| \| \| \| \| \| \| \| \| \| \| \| \| \| \| \| \| \| \| \| \| \| \| \| \| \| \| \| \| \| \| \| \| \| \| \| \| 27. Sofía Luisa de Wurtemberg \| \| \| \| \| \| \| \| \| \| \| \| \| \| \| \| \| \| \| \| \| \| \| \| \| \| \| \| \| \| \| \| \| \| \| \| \| \| \| \| \| \| \| \| \| \| \| \| \| \| \| \| \| \| 3. María Josefa de Sajonia \| \| \| \| \| \| \| \| \| \| \| \| \| \| \| \| \| \| \| \| \| \| \| \| \| \| \| \| \| \| \| \| \| \| \| \| \| \| \| \| \| \| \| \| \| \| \| \| \| \| \| \| \| \| 28. Leopoldo I del Sacro Imperio \| \| \| \| \| \| \| \| \| \| \| \| \| \| \| \| \| \| \| \| \| \| \| \| \| \| \| \| \| \| \| \| \| \| \| \| \| \| \| \| \| \| \| \| \| \| \| \| \| \| \| \| \| \| 14. José I del Sacro Imperio \| \| \| \| \| \| \| \| \| \| \| \| \| \| \| \| \| \| \| \| \| \| \| \| \| \| \| \| \| \| \| \| \| \| \| \| \| \| \| \| \| \| \| \| \| \| \| \| \| \| \| \| \| \| 29. Leonor Magdalena de Palatinado-Neoburgo \| \| \| \| \| \| \| \| \| \| \| \| \| \| \| \| \| \| \| \| \| \| \| \| \| \| \| \| \| \| \| \| \| \| \| \| \| \| \| \| \| \| \| \| \| \| \| \| \| \| \| \| \| \| 7. María Josefa de Austria \| \| \| \| \| \| \| \| \| \| \| \| \| \| \| \| \| \| \| \| \| \| \| \| \| \| \| \| \| \| \| \| \| \| \| \| \| \| \| \| \| \| \| \| \| \| \| \| \| \| \| \| \| \| 30. Juan Federico de Brunswick \| \| \| \| \| \| \| \| \| \| \| \| \| \| \| \| \| \| \| \| \| \| \| \| \| \| \| \| \| \| \| \| \| \| \| \| \| \| \| \| \| \| \| \| \| \| \| \| \| \| \| \| \| \| 15. Guillermina Amalia de Brunswick \| \| \| \| \| \| \| \| \| \| \| \| \| \| \| \| \| \| \| \| \| \| \| \| \| \| \| \| \| \| \| \| \| \| \| \| \| \| \| \| \| \| \| \| \| \| \| \| \| \| \| \| \| \| 31. Benedicta Enriqueta del Palatinado \| \| \| \| \| \| \| \| \| \| \| \| \| \| \| \| \| \| \| \| \| \| \| \| \| \| \| \| \| \| \| \| \| \| \| \| \| \| \| \| \| \| \| \| \| \| \| \| \| \| \| \| |                                                  |  |  |  |  |  |  |  |  |  |  |  |  |  |  |  |
| |                                                  |  |  |  |  |  |  |  |  |  |  |  |  |  |  |  |
| | 16. Luis, el Gran Delfín                         |  |  |  |  |  |  |  |  |  |  |  |  |  |  |  |
| |                                                  |  |  |  |  |  |  |  |  |  |  |  |  |  |  |  |
| |                                                  |  |  |  |  |  |  |  |  |  |  |  |  |  |  |  |
| | 8. Luis, Duque de Borgoña                        |  |  |  |  |  |  |  |  |  |  |  |  |  |  |  |
| |                                                  |  |  |  |  |  |  |  |  |  |  |  |  |  |  |  |
| |                                                  |  |  |  |  |  |  |  |  |  |  |  |  |  |  |  |
| | 17. María Ana Cristina de Baviera                |  |  |  |  |  |  |  |  |  |  |  |  |  |  |  |
| |                                                  |  |  |  |  |  |  |  |  |  |  |  |  |  |  |  |
| |                                                  |  |  |  |  |  |  |  |  |  |  |  |  |  |  |  |
| | 4. Luis XV de Francia                            |  |  |  |  |  |  |  |  |  |  |  |  |  |  |  |
| |                                                  |  |  |  |  |  |  |  |  |  |  |  |  |  |  |  |
| |                                                  |  |  |  |  |  |  |  |  |  |  |  |  |  |  |  |
| | 18. Víctor Amadeo II de Cerdeña                  |  |  |  |  |  |  |  |  |  |  |  |  |  |  |  |
| |                                                  |  |  |  |  |  |  |  |  |  |  |  |  |  |  |  |
| |                                                  |  |  |  |  |  |  |  |  |  |  |  |  |  |  |  |
| | 9. María Adelaida de Saboya                      |  |  |  |  |  |  |  |  |  |  |  |  |  |  |  |
| |                                                  |  |  |  |  |  |  |  |  |  |  |  |  |  |  |  |
| |                                                  |  |  |  |  |  |  |  |  |  |  |  |  |  |  |  |
| | 19. Ana María de Orleans                         |  |  |  |  |  |  |  |  |  |  |  |  |  |  |  |
| |                                                  |  |  |  |  |  |  |  |  |  |  |  |  |  |  |  |
| |                                                  |  |  |  |  |  |  |  |  |  |  |  |  |  |  |  |
| | 2. Luis, Delfín de Francia                       |  |  |  |  |  |  |  |  |  |  |  |  |  |  |  |
| |                                                  |  |  |  |  |  |  |  |  |  |  |  |  |  |  |  |
| |                                                  |  |  |  |  |  |  |  |  |  |  |  |  |  |  |  |
| | 20. Rafael Leszczynski                           |  |  |  |  |  |  |  |  |  |  |  |  |  |  |  |
| |                                                  |  |  |  |  |  |  |  |  |  |  |  |  |  |  |  |
| |                                                  |  |  |  |  |  |  |  |  |  |  |  |  |  |  |  |
| | 10. Estanislao I Leszczynski                     |  |  |  |  |  |  |  |  |  |  |  |  |  |  |  |
| |                                                  |  |  |  |  |  |  |  |  |  |  |  |  |  |  |  |
| |                                                  |  |  |  |  |  |  |  |  |  |  |  |  |  |  |  |
| | 21. Ana Jablonowska                              |  |  |  |  |  |  |  |  |  |  |  |  |  |  |  |
| |                                                  |  |  |  |  |  |  |  |  |  |  |  |  |  |  |  |
| |                                                  |  |  |  |  |  |  |  |  |  |  |  |  |  |  |  |
| | 5. María Leszczynska                             |  |  |  |  |  |  |  |  |  |  |  |  |  |  |  |
| |                                                  |  |  |  |  |  |  |  |  |  |  |  |  |  |  |  |
| |                                                  |  |  |  |  |  |  |  |  |  |  |  |  |  |  |  |
| | 22. Juan Carlos Opalinski                        |  |  |  |  |  |  |  |  |  |  |  |  |  |  |  |
| |                                                  |  |  |  |  |  |  |  |  |  |  |  |  |  |  |  |
| |                                                  |  |  |  |  |  |  |  |  |  |  |  |  |  |  |  |
| | 11. Catalina Opalinska                           |  |  |  |  |  |  |  |  |  |  |  |  |  |  |  |
| |                                                  |  |  |  |  |  |  |  |  |  |  |  |  |  |  |  |
| |                                                  |  |  |  |  |  |  |  |  |  |  |  |  |  |  |  |
| | 23. Sofía Czarnkowska                            |  |  |  |  |  |  |  |  |  |  |  |  |  |  |  |
| |                                                  |  |  |  |  |  |  |  |  |  |  |  |  |  |  |  |
| |                                                  |  |  |  |  |  |  |  |  |  |  |  |  |  |  |  |
| | 1. Luis XVI de Francia                           |  |  |  |  |  |  |  |  |  |  |  |  |  |  |  |
| |                                                  |  |  |  |  |  |  |  |  |  |  |  |  |  |  |  |
| |                                                  |  |  |  |  |  |  |  |  |  |  |  |  |  |  |  |
| | 24. Juan Jorge III de Sajonia                    |  |  |  |  |  |  |  |  |  |  |  |  |  |  |  |
| |                                                  |  |  |  |  |  |  |  |  |  |  |  |  |  |  |  |
| |                                                  |  |  |  |  |  |  |  |  |  |  |  |  |  |  |  |
| | 12. Augusto II de Polonia                        |  |  |  |  |  |  |  |  |  |  |  |  |  |  |  |
| |                                                  |  |  |  |  |  |  |  |  |  |  |  |  |  |  |  |
| |                                                  |  |  |  |  |  |  |  |  |  |  |  |  |  |  |  |
| | 25. Ana Sofía de Dinamarca                       |  |  |  |  |  |  |  |  |  |  |  |  |  |  |  |
| |                                                  |  |  |  |  |  |  |  |  |  |  |  |  |  |  |  |
| |                                                  |  |  |  |  |  |  |  |  |  |  |  |  |  |  |  |
| | 6. Augusto III de Polonia                        |  |  |  |  |  |  |  |  |  |  |  |  |  |  |  |
| |                                                  |  |  |  |  |  |  |  |  |  |  |  |  |  |  |  |
| |                                                  |  |  |  |  |  |  |  |  |  |  |  |  |  |  |  |
| | 26. Cristián Ernesto de Brandeburgo-Bayreuth     |  |  |  |  |  |  |  |  |  |  |  |  |  |  |  |
| |                                                  |  |  |  |  |  |  |  |  |  |  |  |  |  |  |  |
| |                                                  |  |  |  |  |  |  |  |  |  |  |  |  |  |  |  |
| | 13. Cristiana Eberardina de Brandeburgo-Bayreuth |  |  |  |  |  |  |  |  |  |  |  |  |  |  |  |
| |                                                  |  |  |  |  |  |  |  |  |  |  |  |  |  |  |  |
| |                                                  |  |  |  |  |  |  |  |  |  |  |  |  |  |  |  |
| | 27. Sofía Luisa de Wurtemberg                    |  |  |  |  |  |  |  |  |  |  |  |  |  |  |  |
| |                                                  |  |  |  |  |  |  |  |  |  |  |  |  |  |  |  |
| |                                                  |  |  |  |  |  |  |  |  |  |  |  |  |  |  |  |
| | 3. María Josefa de Sajonia                       |  |  |  |  |  |  |  |  |  |  |  |  |  |  |  |
| |                                                  |  |  |  |  |  |  |  |  |  |  |  |  |  |  |  |
| |                                                  |  |  |  |  |  |  |  |  |  |  |  |  |  |  |  |
| | 28. Leopoldo I del Sacro Imperio                 |  |  |  |  |  |  |  |  |  |  |  |  |  |  |  |
| |                                                  |  |  |  |  |  |  |  |  |  |  |  |  |  |  |  |
| |                                                  |  |  |  |  |  |  |  |  |  |  |  |  |  |  |  |
| | 14. José I del Sacro Imperio                     |  |  |  |  |  |  |  |  |  |  |  |  |  |  |  |
| |                                                  |  |  |  |  |  |  |  |  |  |  |  |  |  |  |  |
| |                                                  |  |  |  |  |  |  |  |  |  |  |  |  |  |  |  |
| | 29. Leonor Magdalena de Palatinado-Neoburgo      |  |  |  |  |  |  |  |  |  |  |  |  |  |  |  |
| |                                                  |  |  |  |  |  |  |  |  |  |  |  |  |  |  |  |
| |                                                  |  |  |  |  |  |  |  |  |  |  |  |  |  |  |  |
| | 7. María Josefa de Austria                       |  |  |  |  |  |  |  |  |  |  |  |  |  |  |  |
| |                                                  |  |  |  |  |  |  |  |  |  |  |  |  |  |  |  |
| |                                                  |  |  |  |  |  |  |  |  |  |  |  |  |  |  |  |
| | 30. Juan Federico de Brunswick                   |  |  |  |  |  |  |  |  |  |  |  |  |  |  |  |
| |                                                  |  |  |  |  |  |  |  |  |  |  |  |  |  |  |  |
| |                                                  |  |  |  |  |  |  |  |  |  |  |  |  |  |  |  |
| | 15. Guillermina Amalia de Brunswick              |  |  |  |  |  |  |  |  |  |  |  |  |  |  |  |
| |                                                  |  |  |  |  |  |  |  |  |  |  |  |  |  |  |  |
| |                                                  |  |  |  |  |  |  |  |  |  |  |  |  |  |  |  |
| | 31. Benedicta Enriqueta del Palatinado           |  |  |  |  |  |  |  |  |  |  |  |  |  |  |  |
| |                                                  |  |  |  |  |  |  |  |  |  |  |  |  |  |  |  |
| |                                                  |  |  |  |  |  |  |  |  |  |  |  |  |  |  |  |

## Legado

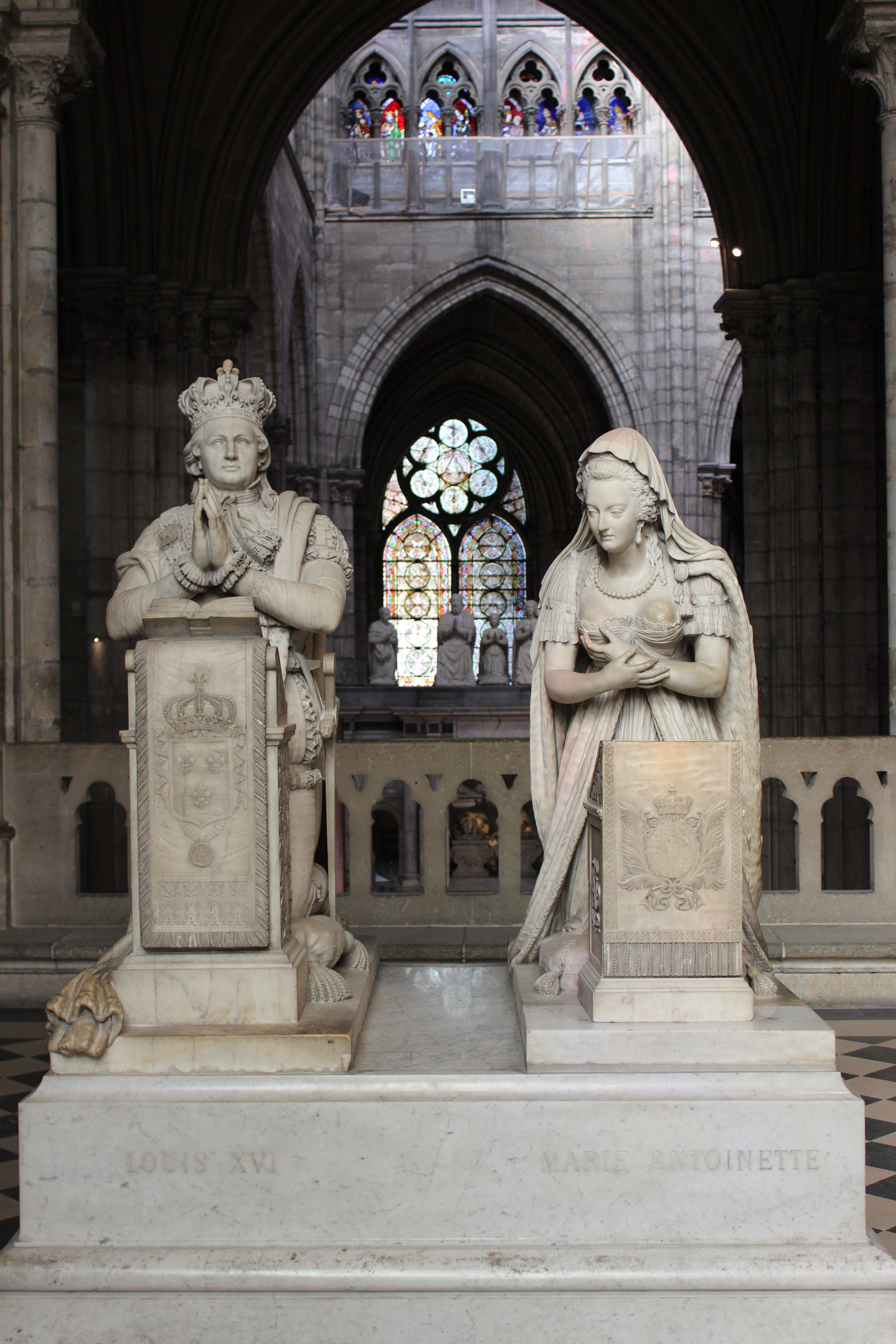
Cenotafio de Luis XVI y María Antonieta en Saint-Denis.

El historiador del siglo XIX, Jules Michelet atribuyó la restauración de la monarquía francesa a la conmoción que había generado la ejecución de Luis XVI. La Histoire de la Révolution Française de Michelet y la Histoire des Girondins de Alphonse de Lamartine, en particular, mostraron las huellas de los sentimientos suscitados por el regicidio de la revolución. Los dos escritores no compartían la misma visión sociopolítica, pero estaban de acuerdo en que, aunque la monarquía terminó correctamente en 1792, las vidas de la familia real deberían haberse salvado. La falta de compasión en ese momento contribuyó a la radicalización de la violencia revolucionaria y a una mayor división entre los franceses. Para el novelista del siglo XX Albert Camus la ejecución marcó el final del papel de Dios en la historia, por lo que lamentó. Para el filósofo del siglo XX Jean-François Lyotard, el regicidio fue el punto de partida de todo el pensamiento francés, cuyo recuerdo sirve como recordatorio de que la modernidad francesa comenzó bajo el signo de un crimen.
La hija de Luis, María Teresa de Francia, la futura duquesa de Angulema, sobrevivió a la Revolución Francesa y presionó enérgicamente en Roma para la canonización de su padre como santo de la Iglesia Católica. A pesar de haber firmado la "Constitución Civil del Clero", Luis había sido descrito como mártir por el Papa Pío VI en 1793.  En 1820, sin embargo, un memorando de la Congregación de Ritos en Roma, declarando la imposibilidad de probar que Luis hubiera sido ejecutado por razones religiosas más que políticas, puso fin a las esperanzas de canonización.
Algunas de las conmemoraciones a Luis XVI incluyen:
- El Réquiem en Do menor para coro mixto de Luigi Cherubini fue escrito en 1816, en memoria de Luis XVI.
- Sinfonía de Paul Wranitzky, op. 31, que tiene como tema los acontecimientos de la Revolución Francesa, incluye una sección titulada "La marcha fúnebre por la muerte del rey Luis XVI".
- La ciudad de Louisville, en el estado de Kentucky, lleva el nombre de Luis XVI. En 1780, la Asamblea General de Virginia otorgó este nombre en honor al rey francés, cuyos soldados estaban ayudando al bando estadounidense en la Guerra de Independencia. La Asamblea General de Virginia vio al Rey como un hombre noble, pero muchos otros delegados continentales no estuvieron de acuerdo. (En ese momento, Kentucky era parte de la Mancomunidad de Virginia Kentucky se convirtió en el decimoquinto estado de los Estados Unidos en 1792.)

### En cine y literatura
El rey Luis XVI ha sido retratado en numerosas películas. En Capitán de la Guardia (1930), es interpretado por Stuart Holmes. En María Antonieta (1938), fue interpretado por el actor Robert Morley. Jean-François Balmer lo interpretó en la miniserie en dos partes de 1989 Historia de una revolución. Más recientemente, fue representado en la película María Antonieta de 2006 por el actor Jason Schwartzman. En Si Versailles m'était conté, Louis fue interpretado por uno de los productores de la película, Gilbert Bokanowski, usando el alias de Gilbert Boka. Varias representaciones han mantenido la imagen de un rey torpe, casi tonto, como la de Jacques Morel en la película francesa Marie-Antoinette reine de France de 1956 y la de Terence Budd en la película de acción en vivo Lady Oscar . En Start the Revolution Without Me, Luis XVI es retratado por Hugh Griffith como un cornudo ridículo. Mel Brooks interpretó una versión cómica de Luis XVI en The History of the World Part 1, retratándolo como un libertino.quien tiene tal disgusto por el campesinado que los usa como blancos en el tiro al plato . En la película Ridicule de 1996; Urbain Cancelier interpreta a Louis.

Luis XVI también ha sido objeto de novelas, incluidas dos de las historias alternativas antologizadas en Si hubiera sucedido de otra manera (1931): "Si el carro de Drouet se hubiera atascado" de Hilaire Belloc y "Si Luis XVI hubiera tenido un átomo de firmeza". de André Maurois , que cuentan historias muy diferentes pero que imaginan a Luis sobreviviendo y aún reinando a principios del siglo XIX. Louis aparece en el libro infantil Ben and Me de Robert Lawson, pero no aparece en el cortometraje animado de 1953 basado en el mismo libro.

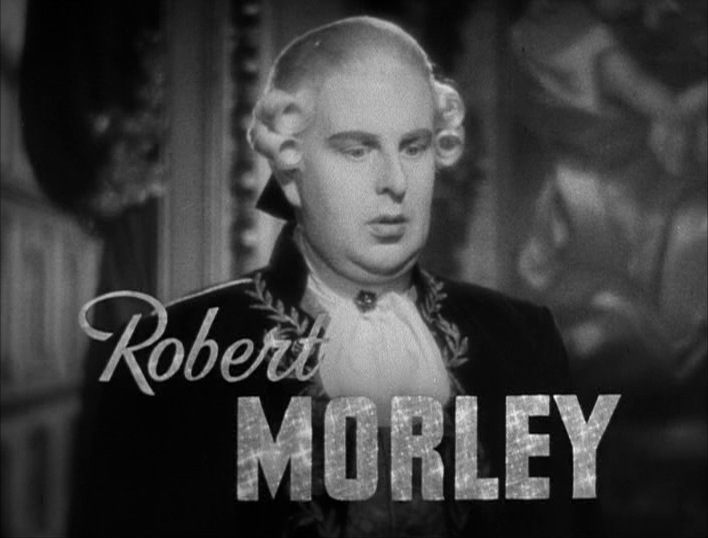
Robert Morley como Luis XVI en la película María Antonieta de 1938.

| Año  | Película                          | Director                         | Actor                |
| ---- | --------------------------------- | -------------------------------- | -------------------- |
| 1916 | My Lady's Slipper                 | Ralph Ince                       | Joseph Kilgour       |
| 1921 | Las dos huérfanas                 | D. W. Griffith                   | Lee Kohlmar          |
| 1931 | Danton                            | Hans Behrendt                    | Ernst Stahl-Nachbaur |
| 1938 | La Marseillaise                   | Jean Renoir                      | Pierre Renoir        |
| 1938 | María Antonieta                   | W. S. Van Dyke                   | Robert Morley        |
| 1954 | Madame du Barry                   | Christian-Jaque                  | Serge Grand          |
| 1956 | María Antonieta, reina de Francia | Jean Delannoy                    | Jacques Morel        |
| 1981 | Historia del Mundo                | Mel Brooks                       | Mel Brooks           |
| 1989 | Historia de una revolución        | Robert Enrico Richard T. Heffron | Jean-François Balmer |
| 1996 | Ridicule                          | Patrice Leconte                  | Urbain Cancelier     |
| 2001 | The Affair of the Necklace        | Charles Shyer                    | Simon Shackleton     |
| 2006 | Marie-Antoinette                  | Francis Leclerc                  | Olivier Aubin        |
| 2006 | María Antonieta                   | Sofia Coppola                    | Jason Schwartzman    |

## Títulos y tratamientos
| ● 23 de agosto de 1754-20 de diciembre de 1765: | Su alteza real Luis Augusto de Francia, hijo de Francia, duque de Berry |
| ● 20 de diciembre de 1765-10 de mayo de 1774:   | el delfín de Francia (1)                                                |
| ● 10 de mayo de 1774-6 de noviembre de 1789:    | Su majestad el rey de Francia y de Navarra                              |
| ● 6 de noviembre de 1789-10 de agosto de 1792:  | Su majestad el rey de los franceses (2)                                 |

Título usado por el bando monárquico y reconocido por los países que no reconocían a la República Francesa:
| ● 10 de mayo de 1774-21 de enero de 1793: | Su majestad el rey de Francia y de Navarra |

1. En aquella época, el delfín de Francia no tenía el título de Alteza Real.
2. Título adoptado por la Asamblea de la República el 10 de octubre y oficializado por decreto el 9 de noviembre. La Constitución del 14 de septiembre de 1791 lo mantuvo a fines protocolarios y sin poder ejecutivo.
| Predecesor: Luis XV                                                        | Rey de Francia y de Navarra Copríncipe de Andorra 1774-1789         | Sucesor: Abolición del título (él mismo como rey de los franceses)                               |
| Predecesor: Nuevo título (él mismo como rey de Francia y de Navarra)       | Rey de los franceses 1789-1792                                      | Sucesor: Abolición del título (Primera República Francesa)                                       |
| Predecesor: Abolición de la monarquía (él mismo como rey de los franceses) | Rey titular de Francia y de Navarra Copríncipe de Andorra 1792-1793 | Sucesor: Luis XVII (Rey titular de Francia y Navarra) Napoleón Bonaparte (copríncipe de Andorra) |
| Predecesor: Luis Fernando de Francia                                       | Delfín de Francia 1765-1774                                         | Sucesor: Luis José de Francia                                                                    |
| Predecesor: Carlos de Borbón y Baviera                                     | Duque de Berry 1754-1765                                            | Sucesor: Carlos Felipe de Borbón y Sajonia                                                       |

## Condecoraciones

### Órdenes francesas
- Gran maestre de la Orden del Espíritu Santo
- Gran maestre de la Orden de San Miguel
- Gran maestre de la Orden de San Luis

### Órdenes extranjeras
- Caballero de la Orden del Toisón de Oro (Reino de España)

## Ancestros
|  |                                                  |  |  |  |  |  |  |  |  |  |  |  |  |  |  |  |
|  | 16. Luis de Francia, el Gran Delfín              |  |  |  |  |  |  |  |  |  |  |  |  |  |  |  |
|  |                                                  |  |  |  |  |  |  |  |  |  |  |  |  |  |  |  |
|  |                                                  |  |  |  |  |  |  |  |  |  |  |  |  |  |  |  |
|  | 8. Luis de Francia, duque de Borgoña             |  |  |  |  |  |  |  |  |  |  |  |  |  |  |  |
|  |                                                  |  |  |  |  |  |  |  |  |  |  |  |  |  |  |  |
|  |                                                  |  |  |  |  |  |  |  |  |  |  |  |  |  |  |  |
|  | 17. María Ana Victoria de Baviera                |  |  |  |  |  |  |  |  |  |  |  |  |  |  |  |
|  |                                                  |  |  |  |  |  |  |  |  |  |  |  |  |  |  |  |
|  |                                                  |  |  |  |  |  |  |  |  |  |  |  |  |  |  |  |
|  | 4. Luis XV de Francia                            |  |  |  |  |  |  |  |  |  |  |  |  |  |  |  |
|  |                                                  |  |  |  |  |  |  |  |  |  |  |  |  |  |  |  |
|  |                                                  |  |  |  |  |  |  |  |  |  |  |  |  |  |  |  |
|  | 18. Víctor Amadeo II de Saboya                   |  |  |  |  |  |  |  |  |  |  |  |  |  |  |  |
|  |                                                  |  |  |  |  |  |  |  |  |  |  |  |  |  |  |  |
|  |                                                  |  |  |  |  |  |  |  |  |  |  |  |  |  |  |  |
|  | 9. María Adelaida de Saboya                      |  |  |  |  |  |  |  |  |  |  |  |  |  |  |  |
|  |                                                  |  |  |  |  |  |  |  |  |  |  |  |  |  |  |  |
|  |                                                  |  |  |  |  |  |  |  |  |  |  |  |  |  |  |  |
|  | 19. Ana María de Orleans                         |  |  |  |  |  |  |  |  |  |  |  |  |  |  |  |
|  |                                                  |  |  |  |  |  |  |  |  |  |  |  |  |  |  |  |
|  |                                                  |  |  |  |  |  |  |  |  |  |  |  |  |  |  |  |
|  | 2. Luis de Francia                               |  |  |  |  |  |  |  |  |  |  |  |  |  |  |  |
|  |                                                  |  |  |  |  |  |  |  |  |  |  |  |  |  |  |  |
|  |                                                  |  |  |  |  |  |  |  |  |  |  |  |  |  |  |  |
|  | 20. Rafael Leszczyński                           |  |  |  |  |  |  |  |  |  |  |  |  |  |  |  |
|  |                                                  |  |  |  |  |  |  |  |  |  |  |  |  |  |  |  |
|  |                                                  |  |  |  |  |  |  |  |  |  |  |  |  |  |  |  |
|  | 10. Estanislao I Leszczynski                     |  |  |  |  |  |  |  |  |  |  |  |  |  |  |  |
|  |                                                  |  |  |  |  |  |  |  |  |  |  |  |  |  |  |  |
|  |                                                  |  |  |  |  |  |  |  |  |  |  |  |  |  |  |  |
|  | 21. Anna Jabłonowska                             |  |  |  |  |  |  |  |  |  |  |  |  |  |  |  |
|  |                                                  |  |  |  |  |  |  |  |  |  |  |  |  |  |  |  |
|  |                                                  |  |  |  |  |  |  |  |  |  |  |  |  |  |  |  |
|  | 5. María Leszczynska                             |  |  |  |  |  |  |  |  |  |  |  |  |  |  |  |
|  |                                                  |  |  |  |  |  |  |  |  |  |  |  |  |  |  |  |
|  |                                                  |  |  |  |  |  |  |  |  |  |  |  |  |  |  |  |
|  | 22. Jan Karol Opalinski                          |  |  |  |  |  |  |  |  |  |  |  |  |  |  |  |
|  |                                                  |  |  |  |  |  |  |  |  |  |  |  |  |  |  |  |
|  |                                                  |  |  |  |  |  |  |  |  |  |  |  |  |  |  |  |
|  | 11. Catalina Opalinska                           |  |  |  |  |  |  |  |  |  |  |  |  |  |  |  |
|  |                                                  |  |  |  |  |  |  |  |  |  |  |  |  |  |  |  |
|  |                                                  |  |  |  |  |  |  |  |  |  |  |  |  |  |  |  |
|  | 23. Zofia Czarnkowska                            |  |  |  |  |  |  |  |  |  |  |  |  |  |  |  |
|  |                                                  |  |  |  |  |  |  |  |  |  |  |  |  |  |  |  |
|  |                                                  |  |  |  |  |  |  |  |  |  |  |  |  |  |  |  |
|  | 1. Luis XVI De Francia                           |  |  |  |  |  |  |  |  |  |  |  |  |  |  |  |
|  |                                                  |  |  |  |  |  |  |  |  |  |  |  |  |  |  |  |
|  |                                                  |  |  |  |  |  |  |  |  |  |  |  |  |  |  |  |
|  | 24. Juan Jorge III de Sajonia                    |  |  |  |  |  |  |  |  |  |  |  |  |  |  |  |
|  |                                                  |  |  |  |  |  |  |  |  |  |  |  |  |  |  |  |
|  |                                                  |  |  |  |  |  |  |  |  |  |  |  |  |  |  |  |
|  | 12. Augusto II de Polonia                        |  |  |  |  |  |  |  |  |  |  |  |  |  |  |  |
|  |                                                  |  |  |  |  |  |  |  |  |  |  |  |  |  |  |  |
|  |                                                  |  |  |  |  |  |  |  |  |  |  |  |  |  |  |  |
|  | 25. Ana Sofía de Dinamarca                       |  |  |  |  |  |  |  |  |  |  |  |  |  |  |  |
|  |                                                  |  |  |  |  |  |  |  |  |  |  |  |  |  |  |  |
|  |                                                  |  |  |  |  |  |  |  |  |  |  |  |  |  |  |  |
|  | 6. Augusto III de Polonia                        |  |  |  |  |  |  |  |  |  |  |  |  |  |  |  |
|  |                                                  |  |  |  |  |  |  |  |  |  |  |  |  |  |  |  |
|  |                                                  |  |  |  |  |  |  |  |  |  |  |  |  |  |  |  |
|  | 26. Cristián Ernesto de Brandeburgo-Bayreuth     |  |  |  |  |  |  |  |  |  |  |  |  |  |  |  |
|  |                                                  |  |  |  |  |  |  |  |  |  |  |  |  |  |  |  |
|  |                                                  |  |  |  |  |  |  |  |  |  |  |  |  |  |  |  |
|  | 13. Cristiana Eberardina de Brandeburgo-Bayreuth |  |  |  |  |  |  |  |  |  |  |  |  |  |  |  |
|  |                                                  |  |  |  |  |  |  |  |  |  |  |  |  |  |  |  |
|  |                                                  |  |  |  |  |  |  |  |  |  |  |  |  |  |  |  |
|  | 27. Sofía Luisa de Württemberg                   |  |  |  |  |  |  |  |  |  |  |  |  |  |  |  |
|  |                                                  |  |  |  |  |  |  |  |  |  |  |  |  |  |  |  |
|  |                                                  |  |  |  |  |  |  |  |  |  |  |  |  |  |  |  |
|  | 3. María Josefa de Sajonia                       |  |  |  |  |  |  |  |  |  |  |  |  |  |  |  |
|  |                                                  |  |  |  |  |  |  |  |  |  |  |  |  |  |  |  |
|  |                                                  |  |  |  |  |  |  |  |  |  |  |  |  |  |  |  |
|  | 28. Leopoldo I de Habsburgo                      |  |  |  |  |  |  |  |  |  |  |  |  |  |  |  |
|  |                                                  |  |  |  |  |  |  |  |  |  |  |  |  |  |  |  |
|  |                                                  |  |  |  |  |  |  |  |  |  |  |  |  |  |  |  |
|  | 14. José I de Habsburgo                          |  |  |  |  |  |  |  |  |  |  |  |  |  |  |  |
|  |                                                  |  |  |  |  |  |  |  |  |  |  |  |  |  |  |  |
|  |                                                  |  |  |  |  |  |  |  |  |  |  |  |  |  |  |  |
|  | 29. Leonor Magdalena de Palatinado-Neoburgo      |  |  |  |  |  |  |  |  |  |  |  |  |  |  |  |
|  |                                                  |  |  |  |  |  |  |  |  |  |  |  |  |  |  |  |
|  |                                                  |  |  |  |  |  |  |  |  |  |  |  |  |  |  |  |
|  | 7. María Josefa de Austria                       |  |  |  |  |  |  |  |  |  |  |  |  |  |  |  |
|  |                                                  |  |  |  |  |  |  |  |  |  |  |  |  |  |  |  |
|  |                                                  |  |  |  |  |  |  |  |  |  |  |  |  |  |  |  |
|  | 30. Juan Federico de Brunswick-Luneburgo         |  |  |  |  |  |  |  |  |  |  |  |  |  |  |  |
|  |                                                  |  |  |  |  |  |  |  |  |  |  |  |  |  |  |  |
|  |                                                  |  |  |  |  |  |  |  |  |  |  |  |  |  |  |  |
|  | 15. Guillermina Amalia de Brunswick-Luneburgo    |  |  |  |  |  |  |  |  |  |  |  |  |  |  |  |
|  |                                                  |  |  |  |  |  |  |  |  |  |  |  |  |  |  |  |
|  |                                                  |  |  |  |  |  |  |  |  |  |  |  |  |  |  |  |
|  | 31. Benedicta Enriqueta del Palatinado           |  |  |  |  |  |  |  |  |  |  |  |  |  |  |  |
|  |                                                  |  |  |  |  |  |  |  |  |  |  |  |  |  |  |  |
|  |                                                  |  |  |  |  |  |  |  |  |  |  |  |  |  |  |  |